# Llista de topònims del Masnou
Llista de topònims (noms propis de lloc) del municipi del Masnou, al Maresme
Informació actualitzada per un bot. Els canvis manuals es perdran quan s'actualitzi!

## arbre singular
| imatge | Nom                                                         | Ubicat a  | instància de   | Detalls                                      | coordenades                                                                                  | Protecció | Commons (més fotos)                 | Dades a WD                    |
| ------ | ----------------------------------------------------------- | --------- | -------------- | -------------------------------------------- | -------------------------------------------------------------------------------------------- | --------- | ----------------------------------- | ----------------------------- |
|        | Araucaria del Carrer Mestres Villà                          | el Masnou | arbre singular | Estat: enderrocat o destruït                 | 41° 28′ 50″ N, 2° 19′ 12″ E / 41.48054°N,2.31993°E ca:Carrer Mestres Villà 2, el Masnou      |           |                                     | Modifica les dades a Wikidata |
|        | Dos Pins (Pinus halepensis)                                 | el Masnou | arbre singular | Taxon: pi blanc (Pinus halepensis) Alt: 11m  | 41° 28′ 56″ N, 2° 18′ 54″ E / 41.48236°N,2.31509°E ca:Plaça d'Espanya, el Masnou             |           |                                     | Modifica les dades a Wikidata |
|        | Garrofer (Ceratonia siliqua L.)                             | el Masnou | arbre singular | Taxon: garrofer (Ceratonia siliqua)          | 41° 29′ 10″ N, 2° 18′ 21″ E / 41.48598°N,2.30571°E ca:Carrer Urgell, 15                      |           |                                     | Modifica les dades a Wikidata |
|        | Garrofers del Jardí Lluís Millet (Ceratonia siliqua L.)     | el Masnou | arbre singular | Taxon: garrofer (Ceratonia siliqua)          | 41° 28′ 59″ N, 2° 19′ 11″ E / 41.4831°N,2.31976°E ca:Av. Cusí i Fortunet, 34                 |           |                                     | Modifica les dades a Wikidata |
|        | Garrofers del PP-10                                         | el Masnou | arbre singular | Taxon: garrofer (Ceratonia siliqua)          | 41° 29′ 07″ N, 2° 19′ 47″ E / 41.485153°N,2.329763°E ca:Torrent d'en Gai, el Masnou          |           |                                     | Modifica les dades a Wikidata |
|        | Llorer (Laurus nobilis)                                     | el Masnou | arbre singular | Taxon: llorer (Laurus nobilis)               | 41° 28′ 55″ N, 2° 19′ 20″ E / 41.48188°N,2.32229°E ca:Carrer Fontanills, 110                 |           |                                     | Modifica les dades a Wikidata |
|        | Magnòlia de can Maluquer                                    | el Masnou | arbre singular | Taxon: Magnolia (Magnolia)                   | 41° 28′ 48″ N, 2° 19′ 14″ E / 41.47987°N,2.32052°E ca:Carrer Pere Grau, 8                    |           |                                     | Modifica les dades a Wikidata |
|        | Magnòlies del carrer Pere Grau                              | el Masnou | arbre singular | Taxon: Magnolia (Magnolia)                   | 41° 28′ 49″ N, 2° 19′ 19″ E / 41.480188°N,2.321974°E ca:Carrer de Pere Grau, el Masnou       |           |                                     | Modifica les dades a Wikidata |
|        | Noguera dels Jardins del Mil·lenari                         | el Masnou | arbre singular | Taxon: noguer comú (Juglans regia)           | 41° 28′ 56″ N, 2° 19′ 29″ E / 41.48211°N,2.32483°E ca:Carrer Santiago Rusiñol s/n, El Masnou |           | Noguera dels Jardins del Mil·lenari | Modifica les dades a Wikidata |
|        | Til·lers del parc infantil Bell Resguard (Tilia X Europaea) | el Masnou | arbre singular | Taxon: Tilia × europaea (Tilia ×europaea)    | 41° 28′ 40″ N, 2° 18′ 17″ E / 41.47765°N,2.3047°E ca:Passeig Joan Carles I s/n, El Masnou    |           |                                     | Modifica les dades a Wikidata |
|        | cedres de Can Villamar o can Guarino                        | el Masnou | arbre singular | Taxon: cedre de l'Himàlaia (Cedrus deodara)  | 41° 29′ 00″ N, 2° 19′ 12″ E / 41.48346°N,2.31998°E ca:Av. Cusí i Fortunet, 30                |           |                                     | Modifica les dades a Wikidata |
|        | palmeres de la plaça 11 de setembre                         | el Masnou | arbre singular | Taxon: palmera canària (Phoenix canariensis) | 41° 28′ 58″ N, 2° 18′ 41″ E / 41.48288°N,2.31148°E ca:Plaça 11 de setembre                   |           |                                     | Modifica les dades a Wikidata |
|        | pi del carrer Navarra (Pinus pinea)                         | el Masnou | arbre singular |                                              | 41° 28′ 50″ N, 2° 18′ 50″ E / 41.48058°N,2.31383°E ca:Carrer Navarra, 82                     |           |                                     | Modifica les dades a Wikidata |
|        | pi del carrer Pere Grau 116                                 | el Masnou | arbre singular | Taxon: pi pinyer (Pinus pinea) Alt: 12m      | 41° 28′ 52″ N, 2° 19′ 28″ E / 41.48099°N,2.32447°E ca:Carrer Pere Grau 116                   |           |                                     | Modifica les dades a Wikidata |
|        | pi del carrer Vila Jardí 2                                  | el Masnou | arbre singular | Alt: 10m                                     | 41° 29′ 03″ N, 2° 19′ 33″ E / 41.48419646397249°N,2.325738072395325°E ca:Carrer Vila Jardí 2 |           |                                     | Modifica les dades a Wikidata |
|        | plàtans del carrer Josep Pla (Platanus hybrida)             | el Masnou | arbre singular | Taxon: plàtan (Platanus ×hispanica)          | 41° 28′ 37″ N, 2° 18′ 16″ E / 41.47706°N,2.30447°E ca:carrer Josep Plà                       |           |                                     | Modifica les dades a Wikidata |
|        | pollancre de Bell Resguard (Populus nigra)                  | el Masnou | arbre singular | Taxon: pollancre (Populus)                   | 1° 28′ 37″ N, 2° 18′ 19″ E / 1.47701°N,2.30522°E ca:Carrer Josep Pla s/n, el Masnou          |           |                                     | Modifica les dades a Wikidata |
|        | xiprers del cementiri (Cupressus sempervirens)              | el Masnou | arbre singular | Taxon: xiprer (Cupressus sempervirens)       | 41° 29′ 05″ N, 2° 18′ 38″ E / 41.48482°N,2.31061°E ca:Av. Joan XXIII, 112-114                |           |                                     | Modifica les dades a Wikidata |

## arbreda
| imatge | Nom                          | Ubicat a  | instància de           | Detalls                                                                   | coordenades                                                                                   | Protecció | Commons (més fotos) | Dades a WD                    |
| ------ | ---------------------------- | --------- | ---------------------- | ------------------------------------------------------------------------- | --------------------------------------------------------------------------------------------- | --------- | ------------------- | ----------------------------- |
|        | Palmerar del Bell Resguard   | el Masnou | arbreda                | Anomenat per: Casa del Marquès del Masnou                                 | 41° 28′ 40″ N, 2° 18′ 17″ E / 41.47776°N,2.30466°E ca:Passeig Joan Carles I, s/n              |           |                     | Modifica les dades a Wikidata |
|        | Plataners (Platanus hybrida) | el Masnou | arbreda                |                                                                           | 41° 28′ 46″ N, 2° 18′ 19″ E / 41.47934°N,2.30539°E ca:Carrer Amadeu, s/n (carretera d'Alella) |           |                     | Modifica les dades a Wikidata |
|        | palmerar del club de futbol  | el Masnou | arbreda arbre singular | Taxon: palmera canària (Phoenix canariensis) Estat: enderrocat o destruït | 41° 28′ 47″ N, 2° 18′ 15″ E / 41.47983°N,2.30427°E ca:carrer Rosa Sensat, 1-6                 |           |                     | Modifica les dades a Wikidata |

## barraca
| imatge | Nom                                             | Ubicat a  | instància de | Detalls                                  | coordenades                                                                                                  | Protecció | Commons (més fotos) | Dades a WD                    |
| ------ | ----------------------------------------------- | --------- | ------------ | ---------------------------------------- | --- | --------- | ------------------- | ----------------------------- |
|        | Barraca de can Peluchón                         | el Masnou | barraca      | 1869                                     | 41° 29′ 09″ N, 2° 19′ 10″ E / 41.48583°N,2.31946°E ca:Carrer Fra Juníper Serra, 33                           |           |                     | Modifica les dades a Wikidata |
|        | barraca de cal Sastret                          | el Masnou | barraca      | Estil: arquitectura popular 1900         | 41° 29′ 13″ N, 2° 19′ 47″ E / 41.48691°N,2.32979°E ca:Camí del Mig 8, El Masnou                              |           |                     | Modifica les dades a Wikidata |
|        | barraca de vinya dels jardins de Lluís Companys | el Masnou | barraca      | Estil: arquitectura popular 19th century | 41° 29′ 09″ N, 2° 18′ 34″ E / 41.48587223680583°N,2.30938732624054°E ca:Jardins de lluís Companys, el Masnou |           |                     | Modifica les dades a Wikidata |

## búnquer
| imatge | Nom                           | Ubicat a  | instància de | Detalls | coordenades | Protecció | Commons (més fotos)         | Dades a WD                    |
| ------ | ----------------------------- | --------- | ------------ | ------- | --- | --------- | --------------------------- | ----------------------------- |
|        | Búnquer d'Ocata               | el Masnou | búnquer      | 1930s   | 41° 28′ 46″ N, 2° 19′ 21″ E / 41.47958°N,2.3225°E ca:Passeig de Prat de la Riba, enfront el carrer Pintor Villà                                         |           |                             | Modifica les dades a Wikidata |
|        | Búnquer de la riera d'Alella  | el Masnou | búnquer      | 1930s   | 41° 28′ 34″ N, 2° 18′ 28″ E / 41.47615°N,2.30779°E ca:Carrer de Camil Fabra, davant la riera d'Alella                                                   |           |                             | Modifica les dades a Wikidata |
|        | Búnquer de la riera de Teià   | el Masnou | búnquer      | 1930s   | 41° 29′ 00″ N, 2° 20′ 20″ E / 41.48320383948162°N,2.3387628793716435°E ca:Carrer d'Àngel Guimerà, davant de l'Eroski, 170 m a l'Est de la riera de Teià |           | Búnquer de la riera de Teià | Modifica les dades a Wikidata |
|        | Búnquer del Mas Antich        | el Masnou | búnquer      | 1930s   | 41° 28′ 26″ N, 2° 18′ 04″ E / 41.47399°N,2.30119°E ca:Carrer de Camil Fabra, s/n entre el Mas Antic i Can Teixidor                                      |           |                             | Modifica les dades a Wikidata |
|        | Búnquer del Torrent d'en Gayo | el Masnou | búnquer      | 1930s   | 41° 28′ 53″ N, 2° 19′ 50″ E / 41.48144°N,2.33067°E ca:Carrer d'Àngel Guimerà, s/n enfront del Torrent d'en Gayo                                         |           |                             | Modifica les dades a Wikidata |

## capella
| imatge | Nom                                         | Ubicat a  | instància de | Detalls                                                                       | coordenades                                                                                   | Protecció | Commons (més fotos)                         | Dades a WD                    |
| ------ | ------------------------------------------- | --------- | ------------ | ----------------------------------------------------------------------------- | --------------------------------------------------------------------------------------------- | --------- | ------------------------------------------- | ----------------------------- |
|        | capella de can Malet                        | el Masnou | capella      | Estil: arquitectura contemporània 19th century Anomenat per: Antoni de Pàdua  | 41° 28′ 45″ N, 2° 19′ 09″ E / 41.47922°N,2.31914°E ca:Jardins de can Malet, el Masnou         |           |                                             | Modifica les dades a Wikidata |
|        | capella de la Verge dels Dolors (el Masnou) | el Masnou | capella      | Arquitecte: Bonaventura Bassegoda i Amigó Estil: arquitectura modernista 1907 | 41° 29′ 09″ N, 2° 18′ 38″ E / 41.48582401373284°N,2.310460209846497°E ca:Cementiri del Masnou |           | Capella de la Verge dels Dolors (el Masnou) | Modifica les dades a Wikidata |

## carrer
| imatge | Nom                                | Ubicat a  | instància de              | Detalls                                                           | coordenades | Protecció                                  | Commons (més fotos)                      | Dades a WD                    |
| ------ | ---------------------------------- | --------- | ------------------------- | ----------------------------------------------------------------- | --- | ------------------------------------------ | ---------------------------------------- | ----------------------------- |
|        | Carrer Buenos Aires 4 i 6          | el Masnou | carrer                    | 19th century                                                      | 41° 28′ 47″ N, 2° 18′ 54″ E / 41.47975°N,2.315°E ca:Carrer Buenos Aires 4 i 6                                                                                           |                                            |                                          | Modifica les dades a Wikidata |
|        | Carrer Mare de Déu del Carme       | el Masnou | carrer conjunt d'edificis | Estil: arquitectura popular                                       | 41° 28′ 43″ N, 2° 18′ 53″ E / 41.47873°N,2.31469°E ca:Av. Mare de Déu del Carme                                                                                         | bé cultural d'interès local                |                                          | Modifica les dades a Wikidata |
|        | Carrer Sant Domènec                | el Masnou | carrer                    | Estil: arquitectura popular 19th century                          | 41° 28′ 53″ N, 2° 19′ 35″ E / 41.48143958271551°N,2.326312065124512°E ca:Carrer St. Domènec 5, 7, 9, 11, 15, 19, 21 carrer Capità Maristany Noms 16, 18, 24, 26, 28, 32 |                                            | Carrer Sant Domènec                      | Modifica les dades a Wikidata |
|        | Carrer St. Cristòfol               | el Masnou | carrer                    |                                                                   | 41° 28′ 40″ N, 2° 18′ 42″ E / 41.47782°N,2.31174°E ca:Carrer Sant Cristòfol                                                                                             |                                            |                                          | Modifica les dades a Wikidata |
|        | Passatge Mare de Déu de la Pau     | el Masnou | carrer                    | Estil: arquitectura contemporània 19th century                    | 41° 28′ 41″ N, 2° 18′ 38″ E / 41.47813°N,2.31048°E ca:Carrer Mare de Déu de la Pau, el Masnou                                                                           |                                            |                                          | Modifica les dades a Wikidata |
|        | carrer Capità Mirambell            | el Masnou | carrer                    | Anomenat per: Tomàs Mirambell i Maristany                         | 41° 28′ 53″ N, 2° 19′ 31″ E / 41.48150790334763°N,2.325319647789002°E                                                                                                   |                                            |                                          | Modifica les dades a Wikidata |
|        | carrer d'Adrà                      | el Masnou | carrer                    | Estil: arquitectura popular 19th century                          | 41° 28′ 48″ N, 2° 19′ 17″ E / 41.47987°N,2.32139°E ca:Carrer d'Adrà 7, 9, 11, 13, 15, 19 i 21                                                                           |                                            | Carrer d'Adrà                            | Modifica les dades a Wikidata |
|        | carrer d'en Pere Grau              | el Masnou | carrer                    | 19th century Anomenat per: Pere Guerau Maristany i Oliver         | 41° 28′ 50″ N, 2° 19′ 21″ E / 41.480435°N,2.322382°E 5 msnm | bé cultural d'interès local                | Carrer de Pere Grau                      | Modifica les dades a Wikidata |
|        | carrer de Lluís Millet             | el Masnou | carrer                    | Anomenat per: Lluís Millet i Pagès                                | 41° 28′ 45″ N, 2° 18′ 52″ E / 41.479163°N,2.314342°E | bé cultural d'interès local                | Carrer de Lluís Millet                   | Modifica les dades a Wikidata |
|        | carrer de Rafael de Casanova       | el Masnou | carrer                    | Estil: arquitectura popular Anomenat per: Rafael Casanova i Comes | 41° 28′ 41″ N, 2° 18′ 43″ E / 41.47818°N,2.31194°E | bé cultural d'interès local                | Carrer de Rafael de Casanova (el Masnou) | Modifica les dades a Wikidata |
|        | carrer de Sant Antoni              | el Masnou | carrer                    | Estil: arquitectura popular 19th century                          | 41° 28′ 50″ N, 2° 19′ 27″ E / 41.48059561602553°N,2.3242628574371342°E ca:Carrer de St. Antoni 9, 11, 13, 21, 23, 25, 27, 29, 33 i 35                                   |                                            | Carrer de Sant Antoni (El Masnou)        | Modifica les dades a Wikidata |
|        | carrer de Sant Bru                 | el Masnou | carrer                    | Estil: arquitectura popular 19th century                          | 41° 28′ 52″ N, 2° 19′ 31″ E / 41.48113816730228°N,2.3251855373382573°E ca:Carrer de St. Bru, 1,3, 5, 7, 9                                                               |                                            | Carrer de Sant Bru                       | Modifica les dades a Wikidata |
|        | carrer de Sant Felip               | el Masnou | carrer                    |                                                                   | 41° 28′ 52″ N, 2° 19′ 21″ E / 41.481042°N,2.322414°E | bé cultural d'interès local                | Carrer de Sant Felip (el Masnou)         | Modifica les dades a Wikidata |
|        | carrer de Sant Pere                | el Masnou | carrer                    |                                                                   | 41° 28′ 44″ N, 2° 18′ 53″ E / 41.47877°N,2.31461°E | bé cultural d'interès local                | Carrer Sant Pere (el Masnou)             | Modifica les dades a Wikidata |
|        | carrer de l'Esperança              | el Masnou | carrer                    | Estil: arquitectura contemporània 20th century                    | 41° 28′ 49″ N, 2° 19′ 06″ E / 41.48035°N,2.31836°E ca:Carrer de l'Esperança, el Masnou                                                                                  |                                            | Carrer de l'Esperança                    | Modifica les dades a Wikidata |
|        | carrer del Doctor Jaume Curell     | el Masnou | carrer                    | Estil: arquitectura popular Anomenat per: Jaume Curell i Sampera  | 41° 28′ 42″ N, 2° 18′ 48″ E / 41.478268°N,2.313305°E | bé integrant del patrimoni cultural català | Carrer del Doctor Curell                 | Modifica les dades a Wikidata |
|        | carrer del Pou                     | el Masnou | carrer                    |                                                                   | 41° 28′ 40″ N, 2° 18′ 40″ E / 41.47776°N,2.31104°E ca:Carrer del Pou |                                            |                                          | Modifica les dades a Wikidata |
|        | carrer dels Mestres Villà          | el Masnou | carrer                    | 19th century                                                      | 41° 28′ 52″ N, 2° 19′ 20″ E / 41.48112°N,2.322133°E ca:Carrer Mestres Villà 49, 51, 53, 55, 59, 61, 63, 69, 71, 75 i 77                                                 | bé cultural d'interès local                | Carrer dels Mestres Villà                | Modifica les dades a Wikidata |
|        | passatge de Sant Jaume (el Masnou) | el Masnou | carrer                    | Estil: arquitectura popular 19th century                          | 41° 28′ 54″ N, 2° 19′ 28″ E / 41.48165°N,2.32436°E ca:Passatge de Sant Jaume (el Masnou)                                                                                |                                            | Passatge de Sant Jaume (El Masnou)       | Modifica les dades a Wikidata |

## casa
| imatge | Nom                                                     | Ubicat a  | instància de                | Detalls | coordenades | Protecció                                  | Commons (més fotos)                                  | Dades a WD                    |
| ------ | ------------------------------------------------------- | --------- | --------------------------- | --- | --- | ------------------------------------------ | ---------------------------------------------------- | ----------------------------- |
|        | Bon Repòs                                               | el Masnou | casa                        | Estil: noucentisme | 41° 28′ 52″ N, 2° 18′ 59″ E / 41.480997222222°N,2.3163666666667°E ca:Carrer St. Miquel, 38 21 msnm                                                             | bé integrant del patrimoni cultural català | Bon Repòs (el Masnou)                                | Modifica les dades a Wikidata |
|        | Ca l'Aymà                                               | el Masnou | casa                        | Arquitecte: Roc Cot i Cot Estil: arquitectura modernista                                                                | 41° 28′ 34″ N, 2° 18′ 21″ E / 41.476111111111°N,2.3058333333333°E ca:Carrer Camil Fabra, 21                                                                    | bé cultural d'interès local                | El Castellet (el Masnou)                             | Modifica les dades a Wikidata |
|        | Ca l'Esteve Rosés                                       | el Masnou | casa                        | Arquitecte: Bonaventura Bassegoda i Amigó 1905                                                                          | 41° 28′ 50″ N, 2° 19′ 05″ E / 41.48043485921934°N,2.3179328441619877°E ca:Carrer Santa Rosa 34                                                                 |                                            |                                                      | Modifica les dades a Wikidata |
|        | Ca l'Indià                                              | el Masnou | casa                        | Arquitecte: Bonaventura Bassegoda i Amigó Estil: eclecticisme 1920                                                      | 41° 28′ 46″ N, 2° 19′ 05″ E / 41.47951°N,2.31801°E ca:Plaça Jaume Bertran, 1 8 msnm                                                                            | bé integrant del patrimoni cultural català | Ca l'Indià (el Masnou)                               | Modifica les dades a Wikidata |
|        | Ca l'Orfila                                             | el Masnou | casa Ús: comissaria         | Estil: arquitectura contemporània 20th century                                                                          | 41° 28′ 59″ N, 2° 19′ 29″ E / 41.482954676290795°N,2.324842214584351°E ca:Carrer de Joan Miró 150                                                              |                                            |                                                      | Modifica les dades a Wikidata |
|        | Ca na Carme Maristany                                   | el Masnou | casa                        | Arquitecte: Bonaventura Bassegoda i Amigó 1905                                                                          | 41° 28′ 43″ N, 2° 18′ 58″ E / 41.478529860705144°N,2.3160713911056523°E ca:Carrer Barcelona 27                                                                 |                                            |                                                      | Modifica les dades a Wikidata |
|        | Ca na Rosa Maristany                                    | el Masnou | casa                        | Arquitecte: Bonaventura Bassegoda i Amigó 1910                                                                          | 41° 28′ 50″ N, 2° 19′ 19″ E / 41.48044289706912°N,2.3220044374465947°E ca:Carrer Pere Grau 51                                                                  |                                            |                                                      | Modifica les dades a Wikidata |
|        | Cal Mestre Millet                                       | el Masnou | casa                        | | 41° 28′ 46″ N, 2° 18′ 54″ E / 41.479352°N,2.315048°E ca:Carrer Lluís Millet 44 27 msnm                                                                         | bé cultural d'interès local                | Casa al carrer de Lluís Millet, 44                   | Modifica les dades a Wikidata |
|        | Cal Sastret                                             | el Masnou | casa                        | Estil: arquitectura contemporània 19th century                                                                          | 41° 28′ 43″ N, 2° 18′ 59″ E / 41.47855°N,2.31638°E ca:Carrer Barcelona, 24                                                                                     |                                            |                                                      | Modifica les dades a Wikidata |
|        | Cal Senyor                                              | el Masnou | casa Ús: oficina de turisme | Estil: modernisme català arquitectura modernista 1900                                                                   | 41° 28′ 49″ N, 2° 19′ 27″ E / 41.48039°N,2.32419°E ca:Pg. Prat de la Riba, 72                                                                                  | bé cultural d'interès local                | Cal Senyor (el Masnou)                               | Modifica les dades a Wikidata |
|        | Can Bilonet                                             | el Masnou | casa                        | Arquitecte: Bonaventura Bassegoda i Amigó 1908                                                                          | 41° 28′ 46″ N, 2° 18′ 55″ E / 41.479478347977505°N,2.3153471946716313°E ca:Carrer Lluís Millet 34                                                              |                                            |                                                      | Modifica les dades a Wikidata |
|        | Can Bori                                                | el Masnou | casa                        | Estil: noucentisme 19th century                                                                                         | 41° 28′ 43″ N, 2° 18′ 41″ E / 41.478591°N,2.311496°E ca:Carrer Lluís Millet, 140-142 23 msnm                                                                   | bé cultural d'interès local                | Can Bori (el Masnou)                                 | Modifica les dades a Wikidata |
|        | Can Cisa                                                | el Masnou | casa                        | Estil: arquitectura contemporània                                                                                       | 41° 28′ 39″ N, 2° 18′ 37″ E / 41.47738°N,2.31016°E ca:Carrer Mossèn Cinto Verdaguer 32, 33, 34, 36, 37, 38, 39 i 40                                            |                                            |                                                      | Modifica les dades a Wikidata |
|        | Can Cots                                                | el Masnou | casa                        | Estil: racionalisme arquitectònic                                                                                       | 41° 29′ 03″ N, 2° 19′ 13″ E / 41.484029°N,2.3203°E ca:Avinguda Cusí i Fortunet, 38 40 msnm                                                                     | bé integrant del patrimoni cultural català | Can Cots (el Masnou)                                 | Modifica les dades a Wikidata |
|        | Can Cusí - Bellamar                                     | el Masnou | casa                        | | 41° 28′ 26″ N, 2° 17′ 52″ E / 41.47384°N,2.29773°E ca:Carrer Camil Fabra, 58 c                                                                                 |                                            |                                                      | Modifica les dades a Wikidata |
|        | Can Florentina Maristany                                | el Masnou | casa                        | Arquitecte: Bonaventura Bassegoda i Amigó 1930                                                                          | 41° 28′ 50″ N, 2° 19′ 15″ E / 41.480519256592295°N,2.320947647094727°E ca:Carrer Sant Felip 45                                                                 |                                            |                                                      | Modifica les dades a Wikidata |
|        | Can Flotats                                             | el Masnou | casa                        | Estil: arquitectura contemporània 20th century                                                                          | 41° 28′ 55″ N, 2° 19′ 19″ E / 41.48205848463597°N,2.3218113183975224°E ca:Fontanills, 61                                                                       |                                            | Can Flotats                                          | Modifica les dades a Wikidata |
|        | Can Fontova                                             | el Masnou | casa                        | Estil: arquitectura eclèctica 1860                                                                                      | 41° 28′ 52″ N, 2° 19′ 13″ E / 41.48106°N,2.320191°E ca:Carrer Jaume I, 15 19 msnm                                                                              | bé cultural d'interès local                | Casa al carrer de Jaume I, 15                        | Modifica les dades a Wikidata |
|        | Can Framis                                              | el Masnou | casa                        | Estil: arquitectura modernista 1902                                                                                     | 41° 28′ 50″ N, 2° 19′ 17″ E / 41.48062°N,2.32146°E ca:Carrer Sant Felip, 61                                                                                    | bé cultural d'interès local                | Can Framis (el Masnou)                               | Modifica les dades a Wikidata |
|        | Can Genové                                              | el Masnou | casa                        | Arquitecte: Gaietà Buïgas i Monravà Estil: arquitectura eclèctica 1880                                                  | 41° 28′ 46″ N, 2° 18′ 47″ E / 41.479365°N,2.312958°E ca:Joan XXIII, 16 37 msnm                                                                                 | bé cultural d'interès local                | Can Genové (el Masnou)                               | Modifica les dades a Wikidata |
|        | Can Guarino                                             | el Masnou | casa                        | Arquitecte: Enric Sagnier i Villavecchia Estil: noucentisme 1906                                                        | 41° 28′ 58″ N, 2° 19′ 14″ E / 41.482787°N,2.320456°E ca:Av. Cusí i Fortunet, 30 44 msnm                                                                        | bé cultural d'interès local                | Can Guarino (el Masnou)                              | Modifica les dades a Wikidata |
|        | Can Marfà                                               | el Masnou | casa                        | | 41° 28′ 53″ N, 2° 19′ 23″ E / 41.48126677138339°N,2.322996854782105°E ca:Carrer Sant Felip 151                                                                 |                                            | Can Marfà (El Masmou)                                | Modifica les dades a Wikidata |
|        | Can Margarit                                            | el Masnou | casa                        | | 41° 28′ 38″ N, 2° 18′ 29″ E / 41.47725581146438°N,2.3081535100936894°E ca:Carrer MareNostrum 5                                                                 |                                            |                                                      | Modifica les dades a Wikidata |
|        | Can Massagué                                            | el Masnou | casa                        | Estil: arquitectura contemporània 19th century                                                                          | 41° 28′ 47″ N, 2° 19′ 17″ E / 41.47968°N,2.32142°E ca:Passeig Prat de la Riba, 29                                                                              |                                            |                                                      | Modifica les dades a Wikidata |
|        | Can Millet                                              | el Masnou | casa                        | Estil: arquitectura contemporània 19th century                                                                          | 41° 28′ 40″ N, 2° 18′ 45″ E / 41.47783°N,2.31243°E ca:Carrer Mossèn Cinto Verdaguer, 4-5                                                                       |                                            |                                                      | Modifica les dades a Wikidata |
|        | Can Mora                                                | el Masnou | casa                        | Arquitecte: Bonaventura Bassegoda i Amigó 1933                                                                          | 41° 28′ 44″ N, 2° 18′ 28″ E / 41.478979991988794°N,2.3077297210693364°E ca:Carrer Navarra 178                                                                  |                                            |                                                      | Modifica les dades a Wikidata |
|        | Can Papí                                                | el Masnou | casa                        | Arquitecte: Josep Goday i Casals Estil: arquitectura eclèctica noucentisme 1890                                         | 41° 28′ 51″ N, 2° 19′ 14″ E / 41.48085°N,2.3204388888889°E ca:Mestres Villà, 43 10 msnm                                                                        | bé integrant del patrimoni cultural català | Can Papí (el Masnou)                                 | Modifica les dades a Wikidata |
|        | Can Patatetes                                           | el Masnou | casa                        | Arquitecte: Gaietà Buïgas i Monravà Estil: arquitectura modernista 18th century                                         | 41° 28′ 49″ N, 2° 19′ 03″ E / 41.48020176114208°N,2.317546606063843°E ca:Plaça Catalunya, 13 ca:Plaça de Catalunya 13, El Masnou                               | bé cultural d'interès local                | Can Patatetes (el Masnou)                            | Modifica les dades a Wikidata |
|        | Can Peluchon                                            | el Masnou | casa                        | Arquitecte: Bonaventura Bassegoda i Amigó 1933                                                                          | 41° 29′ 09″ N, 2° 19′ 10″ E / 41.48580392077515°N,2.3193812370300297°E ca:Carrer de Fra Juníper Sierra 33                                                      |                                            |                                                      | Modifica les dades a Wikidata |
|        | Can Pusala                                              | el Masnou | casa                        | | 41° 29′ 01″ N, 2° 20′ 06″ E / 41.48360169484841°N,2.3348736763000493°E                                                                                         |                                            |                                                      | Modifica les dades a Wikidata |
|        | Can Rius                                                | el Masnou | casa                        | Arquitecte: Bonaventura Bassegoda i Amigó Estil: arquitectura eclèctica 1904                                            | 41° 28′ 52″ N, 2° 19′ 14″ E / 41.48123462038705°N,2.3206794261932377°E ca:Carrer de Jaume I 25                                                                 |                                            |                                                      | Modifica les dades a Wikidata |
|        | Can Ràfols                                              | el Masnou | casa                        | Arquitecte: Bonaventura Bassegoda i Amigó Estil: arquitectura modernista 1910                                           | 41° 28′ 45″ N, 2° 19′ 01″ E / 41.47906439125642°N,2.3169940710067753°E ca:Carrer de sant Francesc d'Assís 23                                                   |                                            |                                                      | Modifica les dades a Wikidata |
|        | Can Sagalés                                             | el Masnou | casa                        | | 41° 28′ 35″ N, 2° 18′ 26″ E / 41.47633944510623°N,2.307187914848328°E ca:Carrer de Camil Fabra 5                                                               |                                            |                                                      | Modifica les dades a Wikidata |
|        | Can Salvador Maristany                                  | el Masnou | casa                        | Arquitecte: Bonaventura Bassegoda i Amigó Estil: arquitectura modernista 1916 Anomenat per: Salvador Maristany i Sensat | 41° 28′ 50″ N, 2° 19′ 22″ E / 41.48061169168419°N,2.3226857185363774°E ca:Carrer Pere Grau 71                                                                  |                                            |                                                      | Modifica les dades a Wikidata |
|        | Can Sanahuja                                            | el Masnou | casa                        | Arquitecte: Domènec Boada i Piera Estil: arquitectura modernista 1900                                                   | 41° 28′ 41″ N, 2° 18′ 51″ E / 41.478055555556°N,2.3141666666667°E ca:Carrer Barcelona, 53                                                                      | bé cultural d'interès local                | Can Sanahuja                                         | Modifica les dades a Wikidata |
|        | Can Sust                                                | el Masnou | casa                        | Estil: arquitectura contemporània 1922                                                                                  | 41° 28′ 40″ N, 2° 18′ 48″ E / 41.47786°N,2.31329°E ca:Carrer Barcelona, 67                                                                                     |                                            |                                                      | Modifica les dades a Wikidata |
|        | Can Torrubia                                            | el Masnou | casa                        | Estil: arquitectura eclèctica 19th century                                                                              | 41° 28′ 43″ N, 2° 19′ 01″ E / 41.47868°N,2.31693°E ca:Carrer Barcelona, 17                                                                                     | bé cultural d'interès local                |                                                      | Modifica les dades a Wikidata |
|        | Can Valldeneu                                           | el Masnou | casa                        | Arquitecte: Bonaventura Bassegoda i Amigó 1910                                                                          | 41° 28′ 52″ N, 2° 19′ 28″ E / 41.481118072891555°N,2.3243379592895512°E ca:Carrer de Pere Grau 115                                                             |                                            |                                                      | Modifica les dades a Wikidata |
|        | Can Vives                                               | el Masnou | casa                        | Arquitecte: Bonaventura Bassegoda i Amigó 1933                                                                          | 41° 28′ 56″ N, 2° 18′ 52″ E / 41.482351858156605°N,2.3144191503524785°E ca:Carrer de Joan llampallas 6                                                         |                                            |                                                      | Modifica les dades a Wikidata |
|        | Can Xala                                                | el Masnou | casa                        | Estil: historicisme arquitectònic 20th century                                                                          | 41° 28′ 38″ N, 2° 18′ 32″ E / 41.477188°N,2.30898°E ca:Carrer Mossèn Cinto Verdaguer, 51 6 msnm                                                                | bé cultural d'interès local                | Can Xala (el Masnou)                                 | Modifica les dades a Wikidata |
|        | Can Xicapila                                            | el Masnou | casa                        | Estil: arquitectura eclèctica 19th century                                                                              | 41° 28′ 52″ N, 2° 19′ 15″ E / 41.481241°N,2.320851°E ca:Carrer de Jaume I, 29 15 msnm                                                                          | bé cultural d'interès local                | Casa al carrer de Jaume I, 29                        | Modifica les dades a Wikidata |
|        | Casa Francesc Cussó                                     | el Masnou | casa                        | Estil: noucentisme 20th century                                                                                         | 41° 28′ 41″ N, 2° 18′ 30″ E / 41.478083745366185°N,2.3081964254379277°E ca:Carrer de Miquel Biada 16, El Masnou                                                | bé integrant del patrimoni cultural català |                                                      | Modifica les dades a Wikidata |
|        | Casa Mariel                                             | el Masnou | casa                        | Estil: noucentisme 19th century                                                                                         | 41° 29′ 04″ N, 2° 19′ 18″ E / 41.484461111111°N,2.3215388888889°E ca:Carrer Ciutat Vil·la Jardí, 17 52 msnm                                                    | bé cultural d'interès local                | Casa Mariel (el Masnou)                              | Modifica les dades a Wikidata |
|        | Casa Palau                                              | el Masnou | casa                        | Estil: arquitectura contemporània 19th century                                                                          | 41° 28′ 42″ N, 2° 18′ 54″ E / 41.47829°N,2.3149°E ca:Carrer Barcelona, 45                                                                                      |                                            |                                                      | Modifica les dades a Wikidata |
|        | Casa Pere Anton Millet                                  | el Masnou | casa                        | Arquitecte: Bonaventura Bassegoda i Amigó Estil: arquitectura modernista 1908                                           | 41° 28′ 45″ N, 2° 19′ 06″ E / 41.4792°N,2.31825°E 41° 28′ 45″ N, 2° 19′ 05″ E / 41.479088°N,2.318155°E ca:Plaça de la Llibertat, 5 ca:Plaça de la Llibertat, 6 | bé cultural d'interès local                | Serviat Viatges (el Masnou)                          | Modifica les dades a Wikidata |
|        | Casa Sensat-Pagès                                       | el Masnou | casa                        | Estil: arquitectura modernista                                                                                          | 41° 28′ 46″ N, 2° 19′ 14″ E / 41.479359°N,2.32051°E 41° 28′ 46″ N, 2° 19′ 14″ E / 41.47949°N,2.32045°E ca:Passeig Prat de la Riba                              | bé cultural d'interès local                | Casa Sensat-Pagès                                    | Modifica les dades a Wikidata |
|        | Casa d'Antoni Suñol i Pla                               | el Masnou | casa                        | Arquitecte: Bonaventura Bassegoda i Amigó Estil: arquitectura contemporània 1903                                        | 41° 28′ 50″ N, 2° 19′ 16″ E / 41.48058757819469°N,2.3212051391601567°E ca:Carrer Sant Felip 53                                                                 |                                            |                                                      | Modifica les dades a Wikidata |
|        | Casa d'en Francesc Vilà i Truch                         | el Masnou | casa                        | Arquitecte: Bonaventura Bassegoda i Amigó 1912                                                                          | 41° 28′ 46″ N, 2° 18′ 51″ E / 41.47957882251101°N,2.3141241073608403°E ca:Carrer de Buenos Aires 32, El Masnou                                                 |                                            | Casa d'en Francesc Vilà i Truch                      | Modifica les dades a Wikidata |
|        | Casa d'en Gabriel Sanjuan i Hombravella                 | el Masnou | casa                        | Arquitecte: Bonaventura Bassegoda i Amigó Estil: arquitectura contemporània 1912                                        | 41° 28′ 39″ N, 2° 18′ 42″ E / 41.47753°N,2.31179°E ca:Carrer Mossèn Cinto Verdaguer, 13                                                                        |                                            | Can Sanjuan                                          | Modifica les dades a Wikidata |
|        | Casa d'en Pere Grau                                     | el Masnou | casa                        | Arquitecte: Bonaventura Bassegoda i Amigó 1910                                                                          | 41° 28′ 44″ N, 2° 19′ 02″ E / 41.478775021881226°N,2.317278385162354°E ca:Carrer Josep Llimona 22                                                              |                                            |                                                      | Modifica les dades a Wikidata |
|        | Casa de Bonaventura Bassegoda i Amigó                   | el Masnou | casa                        | Arquitecte: Bonaventura Bassegoda i Amigó Estil: arquitectura modernista arquitectura eclèctica                         | 41° 28′ 52″ N, 2° 19′ 22″ E / 41.48098°N,2.32281°E ca:Carrer Sant Felip, 105                                                                                   | bé integrant del patrimoni cultural català | Casa Bassegoda (el Masnou)                           | Modifica les dades a Wikidata |
|        | Casa de Miquel Amat                                     | el Masnou | casa                        | Arquitecte: Bonaventura Bassegoda i Amigó 1903                                                                          | 41° 28′ 48″ N, 2° 19′ 01″ E / 41.47996°N,2.31697°E ca:Carrer de Lluís Millet 12                                                                                |                                            |                                                      | Modifica les dades a Wikidata |
|        | Casa de Pere Maristany                                  | el Masnou | casa                        | Arquitecte: Bonaventura Bassegoda i Amigó Estil: arquitectura modernista 1904                                           | 41° 28′ 52″ N, 2° 19′ 12″ E / 41.48108°N,2.32003°E ca:Carrer Jaume I, 13                                                                                       |                                            |                                                      | Modifica les dades a Wikidata |
|        | Casa de Ramon Balcells                                  | el Masnou | casa                        | Arquitecte: Manuel Joaquim Raspall i Mayol 1933                                                                         | 41° 28′ 54″ N, 2° 19′ 39″ E / 41.48153603535167°N,2.327637076377869°E ca:Carrer Puerto Rico 11                                                                 |                                            |                                                      | Modifica les dades a Wikidata |
|        | Casa de'n Daniel Bachiller                              | el Masnou | casa                        | Arquitecte: Bonaventura Bassegoda i Amigó 1930                                                                          | 41° 28′ 51″ N, 2° 18′ 54″ E / 41.480712164460634°N,2.315084338188172°E                                                                                         |                                            |                                                      | Modifica les dades a Wikidata |
|        | Casa del Compte de Lavern                               | el Masnou | casa                        | Arquitecte: Bonaventura Bassegoda i Amigó 1913 Anomenat per: Pere Guerau Maristany i Oliver                             | 41° 28′ 42″ N, 2° 18′ 52″ E / 41.47824852706527°N,2.3145693540573125°E ca:Carrer Barcelona 48                                                                  |                                            |                                                      | Modifica les dades a Wikidata |
|        | Casa del Doctor Botey                                   | el Masnou | casa                        | Estil: arquitectura contemporània 19th century                                                                          | 41° 28′ 51″ N, 2° 19′ 19″ E / 41.48077646695581°N,2.3220312595367436°E ca:Carrer Mestres Villà, 37                                                             |                                            | Casa del Doctor Botey                                | Modifica les dades a Wikidata |
|        | Casa del Marquès del Masnou                             | el Masnou | casa                        | Arquitecte: Salvador Vinyals i Sabaté Estil: noucentisme 1902 Anomenat per: Romà Fabra i Puig                           | 41° 28′ 41″ N, 2° 18′ 15″ E / 41.47809°N,2.30429°E ca:Pg. Joan Carles I (Urbanització Bellesguard)                                                             | bé cultural d'interès local                | Casa del Marquès del Masnou                          | Modifica les dades a Wikidata |
|        | Casa del carrer Mestres Villà, 109                      | el Masnou | casa                        | | 41° 28′ 53″ N, 2° 19′ 23″ E / 41.48144762044068°N,2.323018312454224°E ca:Carrer Mestres Villà                                                                  |                                            |                                                      | Modifica les dades a Wikidata |
|        | Casa del carrer Mestres Villà, 93                       | el Masnou | casa                        | | 41° 28′ 53″ N, 2° 19′ 21″ E / 41.48134711111111°N,2.322573111111111°E ca:Carrer Mestres Villà                                                                  |                                            |                                                      | Modifica les dades a Wikidata |
|        | El Mas                                                  | el Masnou | casa                        | | 41° 28′ 40″ N, 2° 18′ 30″ E / 41.47773810434372°N,2.3084056377410893°E ca:Carrer de Miquel Biada 14                                                            |                                            |                                                      | Modifica les dades a Wikidata |
|        | Habitatges Nou Centre                                   | el Masnou | casa                        | | 41° 28′ 57″ N, 2° 19′ 03″ E / 41.48258896729178°N,2.3176109790802006°E ca:Plaça Nova de les Dones del Tèxtil                                                   |                                            |                                                      | Modifica les dades a Wikidata |
|        | Pisos d'en Bilonet                                      | el Masnou | casa                        | Arquitecte: Bonaventura Bassegoda i Amigó 1929                                                                          | 41° 28′ 41″ N, 2° 18′ 42″ E / 41.47810384071777°N,2.311683297157288°E ca:Rafel de Casanova 37, el Masnou                                                       |                                            | Pisos d'en Bilonet                                   | Modifica les dades a Wikidata |
|        | Prototipus de casa del Masnou                           | el Masnou | casa                        | Estil: arquitectura popular                                                                                             | 41° 28′ 51″ N, 2° 19′ 15″ E / 41.4808°N,2.3209°E | bé integrant del patrimoni cultural català | Prototipus de casa del Masnou                        | Modifica les dades a Wikidata |
|        | Villa Antonia                                           | el Masnou | casa                        | 20th century | 41° 28′ 55″ N, 2° 19′ 23″ E / 41.48186959961163°N,2.323093414306641°E ca:Carrer Jaume I 89                                                                     |                                            |                                                      | Modifica les dades a Wikidata |
|        | Villa Avelina                                           | el Masnou | casa                        | Estil: noucentisme 1927                                                                                                 | 41° 28′ 49″ N, 2° 18′ 53″ E / 41.48016°N,2.31477°E ca:Carrer Frederic Bosch 28, el Masnou                                                                      |                                            |                                                      | Modifica les dades a Wikidata |
|        | Villa Conxita                                           | el Masnou | casa                        | | 41° 28′ 40″ N, 2° 18′ 28″ E / 41.47785°N,2.30782°E ca:Carrer Figueres 14                                                                                       |                                            |                                                      | Modifica les dades a Wikidata |
|        | Villa Rosita                                            | el Masnou | casa                        | | 41° 28′ 42″ N, 2° 18′ 34″ E / 41.47838115593336°N,2.309440970420838°E ca:Passatge Torrent Humbert 4                                                            |                                            |                                                      | Modifica les dades a Wikidata |
|        | Vil·la Anita                                            | el Masnou | casa                        | Estil: noucentisme 20th century                                                                                         | 41° 29′ 12″ N, 2° 19′ 53″ E / 41.486616°N,2.331388°E ca:Camí del Mig, 8 42 msnm                                                                                | bé cultural d'interès local                | Vil·la Anita (el Masnou)                             | Modifica les dades a Wikidata |
|        | Xalet Amèlia Castellví                                  | el Masnou | casa                        | Estil: noucentisme | 41° 28′ 47″ N, 2° 18′ 22″ E / 41.4797516383443°N,2.3062008619308476°E ca:Carrer de Miquel Garriga 3                                                            | bé integrant del patrimoni cultural català |                                                      | Modifica les dades a Wikidata |
|        | Xalet a l'avinguda Cusí i Fortunet, 30                  | el Masnou | casa                        | | 41° 29′ 00″ N, 2° 19′ 12″ E / 41.483463°N,2.32004°E ca:Avinguda Cusí i Fortunet, 30, el Masnou                                                                 | bé cultural d'interès local                |                                                      | Modifica les dades a Wikidata |
|        | Xalets racionalistes                                    | el Masnou | casa                        | Estil: racionalisme arquitectònic 1936                                                                                  | 41° 28′ 58″ N, 2° 18′ 53″ E / 41.48282°N,2.31486°E ca:Pl. Espanya, 1-2 / carrer pau Casals, 2 / c. Roman Fabra, 1-3                                            |                                            |                                                      | Modifica les dades a Wikidata |
|        | casa a la plaça d'Ocata, 9-10                           | el Masnou | casa                        | Estil: noucentisme | 41° 28′ 53″ N, 2° 19′ 20″ E / 41.481428°N,2.322183°E ca:Plaça d'Ocata, 9, el Masnou 10 msnm                                                                    | bé integrant del patrimoni cultural català | Casa a la plaça d'Ocata (el Masnou)                  | Modifica les dades a Wikidata |
|        | casa al carrer Sant Felip, 27                           | el Masnou | casa                        | Estil: noucentisme 1922                                                                                                 | 41° 28′ 49″ N, 2° 19′ 13″ E / 41.48025°N,2.32025°E ca:Carrer de Sant Felip 27, el Masnou                                                                       | bé cultural d'interès local                |                                                      | Modifica les dades a Wikidata |
|        | casa al carrer d'Adra, 35                               | el Masnou | casa                        | Estil: arquitectura gòtica                                                                                              | 41° 28′ 48″ N, 2° 19′ 19″ E / 41.480030555556°N,2.3220277777778°E ca:Carrer d'Adrà, 35 3 msnm                                                                  | bé integrant del patrimoni cultural català | Finestres gòtiques de la casa al carrer Adra, 35     | Modifica les dades a Wikidata |
|        | casa al carrer d'Adra, 37-39                            | el Masnou | casa                        | Estil: noucentisme 19th century                                                                                         | 41° 28′ 48″ N, 2° 19′ 20″ E / 41.480041°N,2.322125°E ca:Carrer d'Adrà, 37-39 4 msnm                                                                            | bé integrant del patrimoni cultural català | Casa al carrer Adra, 37-39 (el Masnou)               | Modifica les dades a Wikidata |
|        | casa al carrer de Lluís Millet, 37                      | el Masnou | casa                        | Estil: noucentisme | 41° 28′ 46″ N, 2° 18′ 56″ E / 41.479408°N,2.31564°E ca:Carrer Lluís Millet, 37 29 msnm                                                                         | bé cultural d'interès local                | Casa al carrer Lluís Millet, 37                      | Modifica les dades a Wikidata |
|        | casa al carrer de Mossèn Jacint Verdaguer, 46           | el Masnou | casa                        | | 41° 28′ 37″ N, 2° 18′ 34″ E / 41.476937°N,2.309398°E 6 msnm | bé cultural d'interès local                | Casa al carrer de Mossèn Jacint Verdaguer, 46        | Modifica les dades a Wikidata |
|        | casa al carrer de Prat de la Riba, 13 i 14              | el Masnou | casa                        | | 41° 28′ 46″ N, 2° 19′ 13″ E / 41.479326°N,2.320249°E 4 msnm | bé cultural d'interès local                | Casa al carrer de Prat de la Riba, 13 i 14           | Modifica les dades a Wikidata |
|        | casa al carrer dels Mestres Villà, 19                   | el Masnou | casa                        | Estil: arquitectura eclèctica                                                                                           | 41° 28′ 50″ N, 2° 19′ 11″ E / 41.480544444444°N,2.3196055555556°E 11 msnm                                                                                      | bé cultural d'interès local                | Casa al carrer dels Mestres Villà, 19                | Modifica les dades a Wikidata |
|        | casa al carrer dels Mestres Villà, 27                   | el Masnou | casa                        | Estil: arquitectura eclèctica                                                                                           | 41° 28′ 50″ N, 2° 19′ 12″ E / 41.480627777778°N,2.3199611111111°E 11 msnm                                                                                      | bé cultural d'interès local                | Casa al carrer dels Mestres Villà, 27                | Modifica les dades a Wikidata |
|        | casa de la plaça Catalunya, 10                          | el Masnou | casa                        | | 41° 28′ 48″ N, 2° 19′ 03″ E / 41.480069444444446°N,2.3174694444444444°E ca:Plaça Catalunya 10, el Masnou                                                       |                                            | Casa de la plaça de Catalunya 10                     | Modifica les dades a Wikidata |
|        | casa del Passeig Prat de la Riba, 58                    | el Masnou | casa                        | Estil: arquitectura popular 19th century                                                                                | 41° 28′ 49″ N, 2° 19′ 24″ E / 41.48015°N,2.3233°E ca:Passeig Prat de la Riba, 58                                                                               |                                            |                                                      | Modifica les dades a Wikidata |
|        | casa del carrer Adrà, 31                                | el Masnou | casa                        | Estil: arquitectura contemporània 1923                                                                                  | 41° 28′ 48″ N, 2° 19′ 19″ E / 41.47998°N,2.322°E ca:Carrer Adrà, 31                                                                                            |                                            |                                                      | Modifica les dades a Wikidata |
|        | casa del carrer Barcelona, 16                           | el Masnou | casa                        | 19th century | 41° 28′ 43″ N, 2° 19′ 01″ E / 41.47873°N,2.31703°E ca:Carrer Barcelona, 16                                                                                     |                                            |                                                      | Modifica les dades a Wikidata |
|        | casa del carrer Barcelona, 25                           | el Masnou | casa                        | Estil: arquitectura popular 18th century                                                                                | 41° 28′ 43″ N, 2° 18′ 59″ E / 41.4785°N,2.31631°E ca:Carrer Barcelona, 25                                                                                      |                                            |                                                      | Modifica les dades a Wikidata |
|        | casa del carrer Barcelona, 46                           | el Masnou | casa                        | Estil: arquitectura neoclàssica 19th century                                                                            | 41° 28′ 42″ N, 2° 18′ 53″ E / 41.47827°N,2.31481°E ca:carrer Barcelona, 46                                                                                     |                                            |                                                      | Modifica les dades a Wikidata |
|        | casa del carrer Barcelona, 63                           | el Masnou | casa                        | Estil: arquitectura neoclàssica 1898                                                                                    | 41° 28′ 41″ N, 2° 18′ 49″ E / 41.47792°N,2.31359°E ca:Carrer Barcelona, 63                                                                                     |                                            |                                                      | Modifica les dades a Wikidata |
|        | casa del carrer Barcelona, 72                           | el Masnou | casa                        | Estil: arquitectura popular 18th century                                                                                | 41° 28′ 40″ N, 2° 18′ 47″ E / 41.47775°N,2.31303°E ca:Carrer Barcelona, 72                                                                                     |                                            |                                                      | Modifica les dades a Wikidata |
|        | casa del carrer Buenos Aires, 30                        | el Masnou | casa                        | Estil: arquitectura contemporània 1923                                                                                  | 41° 28′ 47″ N, 2° 18′ 51″ E / 41.4796°N,2.31425°E ca:Carrer Buenos Aires, 30, el Masnou                                                                        |                                            |                                                      | Modifica les dades a Wikidata |
|        | casa del carrer Doctor Curell, 36                       | el Masnou | casa                        | 19th century | 41° 28′ 42″ N, 2° 18′ 49″ E / 41.4783°N,2.31363°E ca:Carrer del Doctor Jaume Curell, 36                                                                        |                                            |                                                      | Modifica les dades a Wikidata |
|        | casa del carrer Lluís Millet, 120                       | el Masnou | casa                        | 19th century | 41° 28′ 44″ N, 2° 18′ 44″ E / 41.47876°N,2.31223°E ca:Carrer Lluís Millet, 120                                                                                 |                                            |                                                      | Modifica les dades a Wikidata |
|        | casa del carrer Lluís Millet, 122                       | el Masnou | casa                        | 19th century | 41° 28′ 44″ N, 2° 18′ 44″ E / 41.47877°N,2.31215°E ca:Carrer Lluís Millet, 122                                                                                 |                                            |                                                      | Modifica les dades a Wikidata |
|        | casa del carrer Lluís Millet, 124                       | el Masnou | casa                        | 19th century | 41° 28′ 44″ N, 2° 18′ 43″ E / 41.47875°N,2.31206°E ca:Carrer Lluís Millet, 124                                                                                 |                                            |                                                      | Modifica les dades a Wikidata |
|        | casa del carrer Mestres Villà, 57                       | el Masnou | casa                        | Estil: arquitectura eclèctica 19th century                                                                              | 41° 28′ 51″ N, 2° 19′ 16″ E / 41.48091310954618°N,2.321017384529114°E ca:Carrer Mestres Villà 7, El Masnou                                                     |                                            |                                                      | Modifica les dades a Wikidata |
|        | casa del carrer Sant Francesc d'Assís, 68               | el Masnou | casa                        | 19th century | 41° 28′ 44″ N, 2° 18′ 54″ E / 41.47875°N,2.31503°E ca:Carrer Sant Francesc d'Assís, 68                                                                         |                                            |                                                      | Modifica les dades a Wikidata |
|        | casa del carrer Santiago Rusiñol 10                     | el Masnou | casa                        | Estil: arquitectura contemporània 19th century                                                                          | 41° 28′ 55″ N, 2° 19′ 30″ E / 41.4818495054277°N,2.3249012231826787°E ca:Carrer Santiago Rusiñol 10, el Masnou                                                 |                                            |                                                      | Modifica les dades a Wikidata |
|        | casa del carrer St. Agustí, 1                           | el Masnou | casa                        | Estil: arquitectura contemporània 1829                                                                                  | 41° 28′ 52″ N, 2° 19′ 34″ E / 41.48098°N,2.32607°E ca:Carrer St. Agustí, 1                                                                                     |                                            |                                                      | Modifica les dades a Wikidata |
|        | casa del carrer de Pere Grau, 103                       | el Masnou | casa                        | | 41° 28′ 52″ N, 2° 19′ 26″ E / 41.48100956296592°N,2.3239624500274663°E ca:Carrer Pere Grau 103, El Masnou                                                      |                                            |                                                      | Modifica les dades a Wikidata |
|        | cases del carrer Buenos Aires, 8, 10, 12, 14, 16 i 18   | el Masnou | casa                        | 19th century | 41° 28′ 47″ N, 2° 18′ 53″ E / 41.47971°N,2.31482°E ca:Buenos Aires, 8, 10, 12, 14, 16 i 18                                                                     |                                            |                                                      | Modifica les dades a Wikidata |
|        | cases del carrer Mossèn Cinto Verdaguer 47, 46, 44 i 43 | el Masnou | casa                        | 19th century | 41° 28′ 38″ N, 2° 18′ 34″ E / 41.4772°N,2.30933°E ca:Carrer Mossèn Cinto Verdaguer 47, 46, 44 i 43                                                             |                                            |                                                      | Modifica les dades a Wikidata |
|        | cases del passeig Roman Fabra, 30,32,34,36 i 38         | el Masnou | casa                        | Estil: arquitectura contemporània 20th century                                                                          | 41° 28′ 56″ N, 2° 18′ 56″ E / 41.48236°N,2.3156°E ca:Passeig Roman Fabra, 30,32,34,36 i 38, el Masnou                                                          |                                            |                                                      | Modifica les dades a Wikidata |
|        | habitatge a l'avinguda de Cusí i Furtunet, 40           | el Masnou | casa                        | Estil: noucentisme | 41° 29′ 03″ N, 2° 19′ 13″ E / 41.484297222222°N,2.3202611111111°E 41 msnm                                                                                      | bé integrant del patrimoni cultural català | Habitatge a l'avinguda dels Srs. Cusí i Furtunet, 40 | Modifica les dades a Wikidata |

## conjunt d'edificis
| imatge | Nom                                                                                                  | Ubicat a  | instància de              | Detalls                                                | coordenades | Protecció                                  | Commons (més fotos)                                   | Dades a WD                    |
| ------ | --- | --------- | ------------------------- | ------------------------------------------------------ | --- | ------------------------------------------ | ----------------------------------------------------- | ----------------------------- |
|        | Carrer Camil Fabra 11, 10, 9, 8, 7, 6, 5 i 4                                                         | el Masnou | conjunt d'edificis carrer | 19th century                                           | 41° 28′ 34″ N, 2° 18′ 25″ E / 41.47614°N,2.30698°E ca:Carrer Camil Fabra 11, 10, 9, 8, 7, 6, 5 i 4                                                   |                                            |                                                       | Modifica les dades a Wikidata |
|        | Carrer Jaume I                                                                                       | el Masnou | conjunt d'edificis        | Estil: arquitectura modernista noucentisme             | 41° 28′ 53″ N, 2° 19′ 18″ E / 41.48139°N,2.32168°E ca:Carrer Jaume I, el Masnou                                                                      | bé cultural d'interès local                |                                                       | Modifica les dades a Wikidata |
|        | Carrer Joan Roig                                                                                     | el Masnou | conjunt d'edificis        | Estil: arquitectura contemporània 19th century         | 41° 28′ 48″ N, 2° 19′ 02″ E / 41.47986818829724°N,2.317278385162354°E ca:Carrer Joan Roig, el Masnou                                                 |                                            | Carrer Joan Roig                                      | Modifica les dades a Wikidata |
|        | Carrer Sant Cristòfol del 18 al 34                                                                   | el Masnou | conjunt d'edificis        |                                                        | 41° 28′ 41″ N, 2° 18′ 40″ E / 41.478°N,2.31121°E ca:Carrer de Sant Cristòfol 18 al 34                                                                |                                            |                                                       | Modifica les dades a Wikidata |
|        | Carrer St. Francesc d'Assís 34, 36, 38, 40, 44 i 46                                                  | el Masnou | conjunt d'edificis        | 19th century                                           | 41° 28′ 44″ N, 2° 18′ 57″ E / 41.47897°N,2.31593°E ca:Carrer St. Francesc d'Assís 34, 36, 38, 40, 44 i 46                                            |                                            |                                                       | Modifica les dades a Wikidata |
|        | Carrer del Capità Mirambell 9, 11, 15, 21, 23 i 25                                                   | el Masnou | conjunt d'edificis        | 19th century Anomenat per: Tomàs Mirambell i Maristany | 41° 28′ 54″ N, 2° 19′ 31″ E / 41.48156°N,2.32532°E                                                                                                   |                                            |                                                       | Modifica les dades a Wikidata |
|        | Carrer la Gaditana                                                                                   | el Masnou | conjunt d'edificis        | Estil: arquitectura contemporània 19th century         | 41° 28′ 49″ N, 2° 19′ 02″ E / 41.4803303670815°N,2.3173373937606816°E ca:Carrer la Gaditana, el Masnou                                               |                                            | Carrer la Gaditana                                    | Modifica les dades a Wikidata |
|        | Cases de la plaça Catalunya 14 i 16                                                                  | el Masnou | conjunt d'edificis        | Estil: arquitectura contemporània 19th century         | 41° 28′ 49″ N, 2° 19′ 04″ E / 41.48032634814975°N,2.3176860809326176°E ca:Plaça Catalunya 14 i 16 el Masnou                                          |                                            |                                                       | Modifica les dades a Wikidata |
|        | Cases del carrer Bergantí Caupolican, 27, 29, 31 i 33                                                | el Masnou | conjunt d'edificis        | 19th century                                           | 41° 28′ 52″ N, 2° 19′ 32″ E / 41.48102°N,2.32568°E ca:Carrer Bergantí Caupolican, 27, 29, 31 i 33                                                    |                                            | Cases del carrer Bergantí Caupolican, 27, 29, 31 i 33 | Modifica les dades a Wikidata |
|        | Cases del carrer Mestres Villà,99, 101 i 103                                                         | el Masnou | conjunt d'edificis        |                                                        | 41° 28′ 53″ N, 2° 19′ 22″ E / 41.481403412939954°N,2.3228305578231816°E ca:Carrer Mestres Villà,99, 101 i 103                                        |                                            |                                                       | Modifica les dades a Wikidata |
|        | Grup de cases d'Antoni Vila                                                                          | el Masnou | conjunt d'edificis        | Estil: noucentisme                                     | 41° 28′ 39″ N, 2° 18′ 26″ E / 41.47762°N,2.30732°E                                                                                                   | bé integrant del patrimoni cultural català |                                                       | Modifica les dades a Wikidata |
|        | Passatge Rector Pineda                                                                               | el Masnou | conjunt d'edificis        |                                                        | 41° 28′ 44″ N, 2° 18′ 58″ E / 41.47887°N,2.31619°E ca:Passatge Rector Pineda i Passatge d'Anselm Clavé                                               |                                            | Passatge Rector Pineda                                | Modifica les dades a Wikidata |
|        | Passeig Prat de la Riba                                                                              | el Masnou | conjunt d'edificis        | 19th century                                           | 41° 28′ 46″ N, 2° 19′ 13″ E / 41.47947°N,2.3203°E ca:Passeig Prat de la Riba 13, 14, 16, 17 i 18                                                     |                                            |                                                       | Modifica les dades a Wikidata |
|        | Plaça Catalunya, 3, 4 i 6                                                                            | el Masnou | conjunt d'edificis        | Estil: arquitectura contemporània 19th century         | 41° 28′ 48″ N, 2° 19′ 04″ E / 41.48007°N,2.3177°E |                                            |                                                       | Modifica les dades a Wikidata |
|        | carrer d'en Josep Llimona, 16, 18 i 20                                                               | el Masnou | conjunt d'edificis        | 19th century                                           | 41° 28′ 44″ N, 2° 19′ 03″ E / 41.47882°N,2.31739°E ca:Carrer d'en Josep Llimona, 16, 18 i 20                                                         |                                            | Carrer de Josep Llimona, 16, 18 i 20                  | Modifica les dades a Wikidata |
|        | carrer d'en Pere Grau 1, 2, 3, 4, 5, 6, 7, 8, 10, 13 i 15                                            | el Masnou | conjunt d'edificis        | 19th century                                           | 41° 28′ 48″ N, 2° 19′ 13″ E / 41.47994°N,2.32034°E ca:Carrer d'en Pere Grau 1, 2, 3, 4, 5, 6, 7, 8, 10, 13 i 15                                      |                                            |                                                       | Modifica les dades a Wikidata |
|        | carrer d'en Pere Grau 23, 25, 27, 28, 29,30, 31, 32, 33, 34, 35, 36, 39, 41, 45, 48, 49, 50, 51 i 52 | el Masnou | conjunt d'edificis        | 19th century                                           | 41° 28′ 49″ N, 2° 19′ 17″ E / 41.48031°N,2.32137°E ca:Carrer Pere Grau 23, 25, 27, 28, 29,30, 31, 32, 33, 34, 35, 36, 39, 41, 45, 48, 49, 50, 51, 52 |                                            |                                                       | Modifica les dades a Wikidata |
|        | carrer d'en Pere Grau 58, 59, 64, 65, 66, 67, 68, 69, 70, 71, 73, 75, 77                             | el Masnou | conjunt d'edificis carrer |                                                        | 41° 28′ 49″ N, 2° 19′ 19″ E / 41.48028213988411°N,2.3218113183975224°E ca:Carrer d'en Pere Grau 58, 59, 64, 65, 66, 67, 68, 69, 70, 71, 73, 75, 77   |                                            |                                                       | Modifica les dades a Wikidata |

## curs d'aigua
| imatge | Nom            | Ubicat a         | instància de | Detalls                     | coordenades                                                                                               | Protecció | Commons (més fotos) | Dades a WD                    |
| ------ | -------------- | ---------------- | ------------ | --------------------------- | --- | --------- | ------------------- | ----------------------------- |
|        | riera d'Alella | Alella el Masnou | curs d'aigua | Desemboca: mar Mediterrània | 41° 29′ 07″ N, 2° 18′ 07″ E / 41.485311°N,2.302082°E                                                      |           | Riera d'Alella      | Modifica les dades a Wikidata |
|        | riera de Teià  | Teià el Masnou   | curs d'aigua | Desemboca: mar Mediterrània | 41° 31′ 01″ N, 2° 18′ 58″ E / 41.517071°N,2.316155°E 41° 28′ 58″ N, 2° 20′ 13″ E / 41.482649°N,2.336838°E |           | Riera de Teià       | Modifica les dades a Wikidata |

## edifici
| imatge | Nom                                           | Ubicat a  | instància de                | Detalls | coordenades | Protecció                                  | Commons (més fotos)                   | Dades a WD                    |
| ------ | --------------------------------------------- | --------- | --------------------------- | --- | --- | ------------------------------------------ | ------------------------------------- | ----------------------------- |
|        | Alberg del Masnou                             | el Masnou | edifici                     | Arquitecte: Pere-Jordi Bassegoda i Musté Estil: noucentisme 1922                                                | 41° 29′ 07″ N, 2° 19′ 18″ E / 41.48516°N,2.32153°E ca:Av. de Cusí i Furtunet, 52                                         | bé integrant del patrimoni cultural català | Alberg (el Masnou)                    | Modifica les dades a Wikidata |
|        | Antic Mercat Municipal del Masnou             | el Masnou | edifici                     | Arquitecte: Bonaventura Bassegoda i Amigó Estil: arquitectura popular 20th century Estat: enderrocat o destruït | 41° 28′ 42″ N, 2° 18′ 57″ E / 41.47847°N,2.31596°E ca:C. Barcelona 7 msnm                                                | bé integrant del patrimoni cultural català | Antic Mercat Municipal del Masnou     | Modifica les dades a Wikidata |
|        | Antic escorxador del Masnou                   | el Masnou | edifici                     | Arquitecte: Bonaventura Bassegoda i Amigó Estil: noucentisme 1914 Estat: enderrocat o destruït                  | 41° 28′ 57″ N, 2° 18′ 59″ E / 41.4824°N,2.31637°E ca:Carrer d'Itàlia 50 el Masnou                                        | bé integrant del patrimoni cultural català |                                       | Modifica les dades a Wikidata |
|        | Antiga Biblioteca de la Caixa de Pensions     | el Masnou | edifici                     | Arquitecte: Bonaventura Bassegoda i Amigó Estil: noucentisme 1932                                               | 41° 28′ 42″ N, 2° 18′ 53″ E / 41.47826862236573°N,2.314730286598206°E ca:Carrer Barcelona                                |                                            |                                       | Modifica les dades a Wikidata |
|        | Ca l'Emili dels ous                           | el Masnou | edifici                     | Estil: arquitectura contemporània 18th century                                                                  | 41° 28′ 45″ N, 2° 19′ 04″ E / 41.47930553141546°N,2.3177129030227666°E ca:Plaça d'en Jaume Bertran 7                     |                                            |                                       | Modifica les dades a Wikidata |
|        | Ca n'Horta                                    | el Masnou | edifici                     | Estil: arquitectura popular 19th century                                                                        | 41° 28′ 48″ N, 2° 19′ 03″ E / 41.47998473804059°N,2.317573428153992°E ca:Carrer Bonaventura Bassegoda 12 el Masnou       |                                            |                                       | Modifica les dades a Wikidata |
|        | Ca n'Humet                                    | el Masnou | edifici                     | Arquitecte: Francesc Guàrdia i Vial Estil: modernisme català 1918                                               | 41° 28′ 56″ N, 2° 19′ 22″ E / 41.482242°N,2.322797°E ca:carrer Fontanills, 27 17 msnm                                    | bé integrant del patrimoni cultural català | Ca n'Humet                            | Modifica les dades a Wikidata |
|        | Cal Senyor Jordi                              | el Masnou | edifici                     | Estil: arquitectura contemporània 19th century                                                                  | 41° 28′ 52″ N, 2° 19′ 37″ E / 41.48101°N,2.32686°E ca:Avinguda de Joan Maragall 1, el Masnou                             |                                            |                                       | Modifica les dades a Wikidata |
|        | Cal Soberano                                  | el Masnou | edifici edifici desaparegut | Estat: enderrocat o destruït                                                                                    | 41° 28′ 56″ N, 2° 19′ 02″ E / 41.48218°N,2.317154°E el Masnou                                                            |                                            | Cal Soberano                          | Modifica les dades a Wikidata |
|        | Can Bargilet                                  | el Masnou | edifici                     | Estil: arquitectura eclèctica 1852                                                                              | 41° 28′ 46″ N, 2° 19′ 04″ E / 41.47946°N,2.31791°E ca:Plaça Jaume Bertran 2, el Masnou                                   |                                            |                                       | Modifica les dades a Wikidata |
|        | Can Comellas (Carrer S.Francesc 27)           | el Masnou | edifici                     | Estil: noucentisme 20th century Anomenat per: Joan Comellas i Maristany                                         | 41° 28′ 44″ N, 2° 19′ 01″ E / 41.47889°N,2.31681°E ca:Carrer de Sant Francesc 27-29, el Masnou                           |                                            |                                       | Modifica les dades a Wikidata |
|        | Can Comellas (Carrer S.Josep)                 | el Masnou | edifici                     | Estil: arquitectura contemporània 20th century                                                                  | 41° 28′ 45″ N, 2° 19′ 03″ E / 41.47929°N,2.31739°E ca:Carrer de Sant Josep 27-29, el Masnou                              |                                            |                                       | Modifica les dades a Wikidata |
|        | Can Parala                                    | el Masnou | edifici                     | Estil: arquitectura popular 19th century                                                                        | 41° 28′ 45″ N, 2° 19′ 02″ E / 41.47926°N,2.31718°E ca:Carrer de Sant Francesc 6-8, el Masnou                             |                                            |                                       | Modifica les dades a Wikidata |
|        | Can Trinquis                                  | el Masnou | edifici                     | Estat: enderrocat o destruït                                                                                    | 41° 28′ 41″ N, 2° 18′ 54″ E / 41.47818020299696°N,2.3150628805160527°E ca:Carrer de Barcelona, 44                        |                                            |                                       | Modifica les dades a Wikidata |
|        | Casa Benèfica del Masnou                      | el Masnou | edifici                     | Arquitecte: Gaietà Buïgas i Monravà Estil: arquitectura modernista 1899                                         | 41° 28′ 47″ N, 2° 18′ 55″ E / 41.479848°N,2.315408°E ca:carrer Buenos Aires, 2                                           | bé cultural d'interès local                | Casa Benèfica (el Masnou)             | Modifica les dades a Wikidata |
|        | Casa dels Masovers a Bellresguard el Masnou   | el Masnou | edifici Ús: centre cívic    | | 41° 28′ 48″ N, 2° 18′ 15″ E / 41.47998071908742°N,2.3042535781860356°E                                                   |                                            |                                       | Modifica les dades a Wikidata |
|        | Centre Enoturístic i Arqueològic Vallmora     | el Masnou | edifici                     | 2009-06-20 | 41° 29′ 18″ N, 2° 18′ 40″ E / 41.488395860872494°N,2.3109966516494755°E ca:Carrer Ernest Lluch 40, 08329 Teià, Barcelona |                                            |                                       | Modifica les dades a Wikidata |
|        | Col·legi de la Immaculada de les Escoles Pies | el Masnou | edifici                     | Estil: arquitectura eclèctica                                                                                   | 41° 28′ 52″ N, 2° 19′ 09″ E / 41.480997222222°N,2.3192638888889°E ca:Carrer Jaume I, 1-5 18 msnm                         | bé integrant del patrimoni cultural català | Col·legi de la Immaculada (el Masnou) | Modifica les dades a Wikidata |
|        | Complex Esportiu Municipal del Masnou         | el Masnou | edifici                     | 1983-03-26 | 41° 29′ 06″ N, 2° 19′ 04″ E / 41.48492786176211°N,2.317804098129273°E ca:Carrer Ciutat de sant Sebastià                  |                                            |                                       | Modifica les dades a Wikidata |
|        | Fàbrica de can Xala                           | el Masnou | edifici                     | 20th century | 41° 28′ 40″ N, 2° 18′ 34″ E / 41.47779°N,2.30958°E ca:Carrer Lluís Millet, s/n                                           |                                            |                                       | Modifica les dades a Wikidata |
|        | Fàbrica de fils El Pino                       | el Masnou | edifici                     | Estil: arquitectura popular 1902                                                                                | 41° 28′ 47″ N, 2° 19′ 03″ E / 41.479805555556°N,2.3174805555556°E ca:Carrer Joan Roig, 1                                 | bé integrant del patrimoni cultural català | Antiga fàbrica de fils El Pino        | Modifica les dades a Wikidata |
|        | Hotel Llar de Capitans                        | el Masnou | edifici                     | 19th century | 41° 28′ 48″ N, 2° 19′ 21″ E / 41.47998°N,2.32257°E ca:Passeig Prat de la Riba, 48                                        |                                            |                                       | Modifica les dades a Wikidata |
|        | Laboratoris Cusí                              | el Masnou | edifici                     | Arquitecte: Ricard Giralt i Casadesús Estil: noucentisme 1925                                                   | 41° 28′ 29″ N, 2° 17′ 48″ E / 41.474591666667°N,2.2967305555556°E ca:Carrer Camil Fabra, 58 28 msnm                      | bé cultural d'interès local                | Laboratoris Cusí (el Masnou)          | Modifica les dades a Wikidata |
|        | casa de la plaça de Catalunya, 11             | el Masnou | edifici                     | Estil: arquitectura contemporània 19th century                                                                  | 41° 28′ 49″ N, 2° 19′ 03″ E / 41.48015°N,2.3175°E ca:Plaça de Catalunya 11, el Masnou                                    |                                            | Casa de la plaça Catalunya, 11        | Modifica les dades a Wikidata |
|        | casa del carrer Santa Rosa, 23                | el Masnou | edifici                     | Estil: arquitectura contemporània 20th century                                                                  | 41° 28′ 49″ N, 2° 19′ 05″ E / 41.4804°N,2.31806°E ca:Carrer Santa Rosa 23, el Masnou                                     |                                            |                                       | Modifica les dades a Wikidata |
|        | casa del carrer de Josep Llimona, 2           | el Masnou | edifici                     | Estil: arquitectura popular 19th century                                                                        | 41° 28′ 45″ N, 2° 19′ 04″ E / 41.47918°N,2.3178°E ca:Carrer de Josep Llimona 2, el Masnou                                |                                            |                                       | Modifica les dades a Wikidata |
|        | casa del carrer de La Gaditana 2-4            | el Masnou | edifici                     | Estil: arquitectura contemporània 19th century                                                                  | 41° 28′ 50″ N, 2° 19′ 03″ E / 41.48052°N,2.31759°E ca:Carrer de la Gaditana 2-4 el Masnou                                |                                            |                                       | Modifica les dades a Wikidata |
|        | casa del passeig Roman Fabra, 2               | el Masnou | edifici                     | Estil: arquitectura contemporània 20th century                                                                  | 41° 28′ 48″ N, 2° 19′ 01″ E / 41.47991°N,2.31684°E ca:Passeig de Roman Fabra 2, el Masnou                                |                                            |                                       | Modifica les dades a Wikidata |
|        | el Casinet del Masnou                         | el Masnou | edifici                     | | 41° 28′ 44″ N, 2° 19′ 05″ E / 41.478971953957576°N,2.317954301834107°E ca:Plaça de la Llibertat                          |                                            |                                       | Modifica les dades a Wikidata |
|        | el Comodor; Casa Carreras                     | el Masnou | edifici                     | 19th century | 41° 28′ 39″ N, 2° 18′ 37″ E / 41.47743°N,2.3104°E ca:Carrer Mossèn Cinto Verdaguer, 30                                   |                                            |                                       | Modifica les dades a Wikidata |
|        | la Cooperativa                                | el Masnou | edifici                     | Estil: arquitectura eclèctica 1922                                                                              | 41° 28′ 39″ N, 2° 18′ 39″ E / 41.477441666667°N,2.3108333333333°E ca:Carrer Mossèn Cinto Verdaguer, 25 4 msnm            | bé integrant del patrimoni cultural català | La Cooperativa (el Masnou)            | Modifica les dades a Wikidata |

## edifici desaparegut
| imatge | Nom                              | Ubicat a  | instància de        | Detalls                      | coordenades                                                            | Protecció | Commons (més fotos) | Dades a WD                    |
| ------ | -------------------------------- | --------- | ------------------- | ---------------------------- | ---------------------------------------------------------------------- | --------- | ------------------- | ----------------------------- |
|        | Torre de Defensa de Can Fàbregas | el Masnou | edifici desaparegut |                              | 41° 28′ 41″ N, 2° 18′ 53″ E / 41.47815°N,2.3147°E                      |           |                     | Modifica les dades a Wikidata |
|        | Torre de la Presó                | el Masnou | edifici desaparegut | Estat: enderrocat o destruït | 41° 28′ 45″ N, 2° 19′ 05″ E / 41.47913271439257°N,2.3179596662521367°E |           |                     | Modifica les dades a Wikidata |

## edifici públic
| imatge | Nom                       | Ubicat a  | instància de                                 | Detalls    | coordenades | Protecció | Commons (més fotos) | Dades a WD                    |
| ------ | ------------------------- | --------- | -------------------------------------------- | ---------- | --- | --------- | ------------------- | ----------------------------- |
|        | Benestar Social i Família | el Masnou | edifici públic                               | 2010-12-05 | 41° 28′ 47″ N, 2° 19′ 17″ E / 41.479687334832256°N,2.3215109109878544°E ca:Carrer Prat de la Riba 30, 08320 Ocata (El Masnou)                          |           |                     | Modifica les dades a Wikidata |
|        | CAP d'Ocata               | el Masnou | edifici públic Ús: centre d'atenció primària | 2008-12-19 | 41° 29′ 01″ N, 2° 19′ 42″ E / 41.48371421915545°N,2.3284471035003667°E ca:Torrent d'en Gaio 17, 08320 Ocata (El Masnou)                                |           |                     | Modifica les dades a Wikidata |
|        | CAP del Masnou            | el Masnou | edifici públic Ús: centre d'atenció primària |            | 41° 28′ 45″ N, 2° 18′ 40″ E / 41.47918898045062°N,2.3111414909362797°E                                                                                 |           |                     | Modifica les dades a Wikidata |
|        | Can Mandri                | el Masnou | edifici públic                               | 1982-06-27 | 41° 29′ 15″ N, 2° 18′ 28″ E / 41.487523855390734°N,2.3076707124710087°E                                                                                |           |                     | Modifica les dades a Wikidata |
|        | Els Vienesos              | el Masnou | edifici públic Ús: centre cívic              |            | 41° 29′ 07″ N, 2° 18′ 26″ E / 41.48516094283947°N,2.307268381118775°E ca:Carrer Segarra 12 08320 El Masnou                                             |           |                     | Modifica les dades a Wikidata |
|        | Oficina Local Municipal   | el Masnou | edifici públic                               | 2010-07-07 | 41° 28′ 47″ N, 2° 19′ 05″ E / 41.47969135380362°N,2.318002581596375°E ca:Plaça de la Igualtat 1, 08320 El Masnou ca:Roger de Flor 23, 08320, El Masnou |           |                     | Modifica les dades a Wikidata |

## escales
| imatge | Nom                             | Ubicat a  | instància de   | Detalls                     | coordenades | Protecció                   | Commons (més fotos)                       | Dades a WD                    |
| ------ | ------------------------------- | --------- | -------------- | --------------------------- | --- | --------------------------- | ----------------------------------------- | ----------------------------- |
|        | Escales de St. Francesc d'Assís | el Masnou | escales carrer | 17th century                | 41° 28′ 45″ N, 2° 19′ 03″ E / 41.4791528094189°N,2.3174661397933964°E ca:Carrer Escales de St. Francesc                                                          | bé cultural d'interès local |                                           | Modifica les dades a Wikidata |
|        | escales del carrer Gaudí        | el Masnou | escales carrer |                             | 41° 28′ 41″ N, 2° 18′ 47″ E / 41.47794°N,2.31314°E ca:Carrer Gaudí                                                                                               |                             |                                           | Modifica les dades a Wikidata |
|        | les Seixanta Escales            | el Masnou | escales carrer |                             | 41° 28′ 42″ N, 2° 18′ 42″ E / 41.47834°N,2.31164°E ca:Av. Joan XXIII                                                                                             |                             |                                           | Modifica les dades a Wikidata |
|        | xarxa viària per als vianants   | el Masnou | escales carrer | Estil: arquitectura popular | 41° 28′ 42″ N, 2° 18′ 42″ E / 41.478355555556°N,2.3115444444444°E ca:Carrer Rafael de Casanova 72, 70, 66 - 28, 24, 18, 16, 14, 12, 10 i 8; carrer Caterra, 16-6 |                             | Xarxa viària per als vianants (el Masnou) | Modifica les dades a Wikidata |

## església
| imatge | Nom                                  | Ubicat a  | instància de | Detalls                          | coordenades                                                                    | Protecció                                  | Commons (més fotos)              | Dades a WD                    |
| ------ | ------------------------------------ | --------- | ------------ | -------------------------------- | ------------------------------------------------------------------------------ | ------------------------------------------ | -------------------------------- | ----------------------------- |
|        | Sant Pere del Masnou                 | el Masnou | església     | Estil: arquitectura popular 1760 | 41° 28′ 46″ N, 2° 18′ 58″ E / 41.47945°N,2.31624°E ca:Plaça de l'església, s/n | bé cultural d'interès local                | Sant Pere del Masnou             | Modifica les dades a Wikidata |
|        | església de Maricel                  | el Masnou | església     |                                  | 41° 29′ 12″ N, 2° 18′ 25″ E / 41.48658°N,2.30706°E ca:Carrer d'Almeria         | bé integrant del patrimoni cultural català | Església de Maricel (el Masnou)  | Modifica les dades a Wikidata |
|        | església de la Mare de Déu del Pilar | el Masnou | església     |                                  | 41° 28′ 51″ N, 2° 18′ 20″ E / 41.480767°N,2.305564°E 33 msnm                   |                                            | Mare de Déu del Pilar del Masnou | Modifica les dades a Wikidata |

## estació de ferrocarril
| imatge | Nom                | Ubicat a  | instància de           | Detalls | coordenades                                                            | Protecció | Commons (més fotos)     | Dades a WD                    |
| ------ | ------------------ | --------- | ---------------------- | ------- | ---------------------------------------------------------------------- | --------- | ----------------------- | ----------------------------- |
|        | Estació d'Ocata    | el Masnou | estació de ferrocarril |         | 41° 28′ 45″ N, 2° 19′ 11″ E / 41.479055555555554°N,2.319638888888889°E |           |                         | Modifica les dades a Wikidata |
|        | Estació del Masnou | el Masnou | estació de ferrocarril |         | 41° 28′ 37″ N, 2° 18′ 37″ E / 41.476963888889°N,2.3103972222222°E      |           | El Masnou train station | Modifica les dades a Wikidata |

## font
| imatge | Nom                                                          | Ubicat a  | instància de | Detalls                                        | coordenades | Protecció | Commons (més fotos) | Dades a WD                    |
| ------ | ------------------------------------------------------------ | --------- | ------------ | ---------------------------------------------- | --- | --------- | ------------------- | ----------------------------- |
|        | font de l'Ase                                                | el Masnou | font         | 20th century                                   | 41° 28′ 51″ N, 2° 19′ 29″ E / 41.48096°N,2.32473°E ca:Carrer Sant Bru, cantonada carrer Mare de Déu de Núria                                    |           |                     | Modifica les dades a Wikidata |
|        | font de la plaça Vila de Madrid                              | el Masnou | font         | Estil: arquitectura contemporània 20th century | 41° 28′ 54″ N, 2° 19′ 33″ E / 41.48169°N,2.32585°E ca:Plaça Vila de Madrid (carrer del Capità Mirambell cantonada carrer Capità Maristany Noms) |           |                     | Modifica les dades a Wikidata |
|        | font de la plaça de Maria Cristina                           | el Masnou | font         | 20th century                                   | 41° 28′ 46″ N, 2° 18′ 22″ E / 41.47941°N,2.306°E ca:Plaça de Maria Cristina, s/n                                                                |           |                     | Modifica les dades a Wikidata |
|        | font de la plaça del c. Pere Genové amb Capità Antonio Pagès | el Masnou | font         | 20th century                                   | 41° 29′ 00″ N, 2° 18′ 35″ E / 41.48331°N,2.30961°E ca:Carrer Pere Genové cantonada carrer Capità Antonio Pagès                                  |           |                     | Modifica les dades a Wikidata |
|        | font del Passatge Marià Rosell                               | el Masnou | font         | 1868                                           | 41° 28′ 45″ N, 2° 19′ 09″ E / 41.4792°N,2.31923°E ca:Passatge Marià Rosell, s/n                                                                 |           |                     | Modifica les dades a Wikidata |
|        | font del carrer Primer de Maig                               | el Masnou | font         | 20th century                                   | 41° 28′ 42″ N, 2° 18′ 42″ E / 41.4782°N,2.31171°E ca:Carrer Primer de Maig / carrer Rafael de Casanova                                          |           |                     | Modifica les dades a Wikidata |
|        | font del carrer Sant Pere                                    | el Masnou | font         | 20th century                                   | 41° 28′ 44″ N, 2° 18′ 53″ E / 41.47882°N,2.31469°E ca:Carrer Sant Pere                                                                          |           |                     | Modifica les dades a Wikidata |
|        | font del mercat                                              | el Masnou | font         | 20th century                                   | 41° 28′ 42″ N, 2° 18′ 59″ E / 41.47847°N,2.31646°E ca:Carrer Barcelona, s/n                                                                     |           |                     | Modifica les dades a Wikidata |
|        | font dels jardins de Lluís Companys                          | el Masnou | font         | 1995                                           | 41° 29′ 09″ N, 2° 18′ 35″ E / 41.48576°N,2.30968°E ca:Jardins de Lluís Companys                                                                 |           |                     | Modifica les dades a Wikidata |

## jaciment arqueològic
| imatge | Nom                                           | Ubicat a       | instància de         | Detalls                             | coordenades | Protecció                                  | Commons (més fotos)                    | Dades a WD                    |
| ------ | --------------------------------------------- | -------------- | -------------------- | ----------------------------------- | --- | ------------------------------------------ | -------------------------------------- | ----------------------------- |
|        | Vil·la romana de Cal Ros de les Cabres        | el Masnou      | jaciment arqueològic | Anomenat per: Cal Ros de les Cabres | 41° 28′ 57″ N, 2° 19′ 31″ E / 41.48254°N,2.32526°E ca:Carrer Jaume I, 117                                                      | bé cultural d'interès local                | Vil·la romana de Cal Ros de les Cabres | Modifica les dades a Wikidata |
|        | jaciment arqueològic de Cal Perdut de Baix    | el Masnou Teià | jaciment arqueològic | -200                                | 41° 29′ 14″ N, 2° 20′ 26″ E / 41.48719°N,2.34043°E ca:Riera dels Bous, Teià                                                    | bé integrant del patrimoni cultural català | Jaciment de Cal Perdut de Baix         | Modifica les dades a Wikidata |
|        | jaciment de Bell Resguard                     | el Masnou      | jaciment arqueològic |                                     | 41° 28′ 40″ N, 2° 18′ 13″ E / 41.47786°N,2.30368°E ca:Delimitat pels carrers Joan Carles I, Constitució i Rosa Sensat          | bé integrant del patrimoni cultural català |                                        | Modifica les dades a Wikidata |
|        | jaciment de Can Cusi                          | el Masnou      | jaciment arqueològic |                                     | 41° 28′ 34″ N, 2° 17′ 50″ E / 41.47614°N,2.29714°E ca:Final de l'avinguda de Teodor Torres, i agafant aquesta cap a l'esquerra | bé integrant del patrimoni cultural català |                                        | Modifica les dades a Wikidata |
|        | jaciment de Can Teixidor                      | el Masnou      | jaciment arqueològic | -900 -218                           | 41° 28′ 33″ N, 2° 18′ 07″ E / 41.47588°N,2.30206°E ca:Urbanització Can Teixidor                                                | bé integrant del patrimoni cultural català |                                        | Modifica les dades a Wikidata |
|        | jaciment de l'Horta d'en Puig                 | el Masnou      | jaciment arqueològic | -1000                               | 41° 28′ 54″ N, 2° 19′ 51″ E / 41.48178922283853°N,2.3307752609252934°E ca:Torrent de Can Gai, s/n el Masnou                    |                                            |                                        | Modifica les dades a Wikidata |
|        | jaciment de la Riera de Teià                  | el Masnou Teià | jaciment arqueològic | -2000                               | 41° 29′ 03″ N, 2° 20′ 15″ E / 41.48408°N,2.33745°E ca:Entre el camí del mig, la riera de Teià i la N-II                        | bé integrant del patrimoni cultural català |                                        | Modifica les dades a Wikidata |
|        | jaciment de la desembocadura Torrent de l'Ase | el Masnou      | jaciment arqueològic | -100                                | 41° 28′ 48″ N, 2° 19′ 30″ E / 41.48004°N,2.32491°E ca:Desguàs del torrent de l'Ase davant del carrer Mare de Déu de Núria      | bé integrant del patrimoni cultural català |                                        | Modifica les dades a Wikidata |

## jardí
| imatge | Nom                   | Ubicat a  | instància de | Detalls | coordenades                                                                            | Protecció | Commons (més fotos)  | Dades a WD                    |
| ------ | --------------------- | --------- | ------------ | ------- | -------------------------------------------------------------------------------------- | --------- | -------------------- | ----------------------------- |
|        | Jardi de Vil·la Anita | el Masnou | jardí        |         | 41° 29′ 12″ N, 2° 19′ 53″ E / 41.48661°N,2.33131°E ca:Camí del Mig 8, el Masnou        |           |                      | Modifica les dades a Wikidata |
|        | Jardins de Can Malet  | el Masnou | jardí        |         | 41° 28′ 47″ N, 2° 19′ 10″ E / 41.47962°N,2.31943°E ca:Carrer Tomàs Vives 37, El Masnou |           | Jardins de Can Malet | Modifica les dades a Wikidata |

## masia
| imatge | Nom                   | Ubicat a  | instància de                     | Detalls | coordenades | Protecció                   | Commons (més fotos)      | Dades a WD                    |
| ------ | --------------------- | --------- | -------------------------------- | --- | --- | --------------------------- | ------------------------ | ----------------------------- |
|        | Cal Ros de les Cabres | el Masnou | masia Ús: centre cívic           | Estil: arquitectura popular 19th century                                                                           | 41° 28′ 56″ N, 2° 19′ 29″ E / 41.48227°N,2.32481°E ca:Carrer Jaume I, s/n                                                     |                             | Cal Ros de les Cabres    | Modifica les dades a Wikidata |
|        | Can Bernades          | el Masnou | masia                            | | 41° 28′ 33″ N, 2° 18′ 14″ E / 41.47570039247802°N,2.3038619756698613°E ca:Carretera N-II, al Barri de Mar d'Alella, el Masnou |                             |                          | Modifica les dades a Wikidata |
|        | Can Dori              | el Masnou | masia                            | | 41° 29′ 09″ N, 2° 20′ 33″ E / 41.4859040685581°N,2.34240200461816°E ca:Camí del Mig el Masnou                                 |                             |                          | Modifica les dades a Wikidata |
|        | Can Fontanills        | el Masnou | masia teatre Ús: centre cultural | Arquitecte: Bonaventura Bassegoda i Amigó Estil: arquitectura gòtica modernisme català arquitectura eclèctica 1902 | 41° 28′ 43″ N, 2° 18′ 58″ E / 41.478485107421875°N,2.3161089420318604°E ca:Barcelona, 1                                       | bé cultural d'interès local | Casino (el Masnou)       | Modifica les dades a Wikidata |
|        | Can Gaio              | el Masnou | masia                            | Estil: arquitectura popular 18th century                                                                           | 41° 29′ 03″ N, 2° 19′ 44″ E / 41.48414°N,2.328788°E ca:Carrer del Torrent de Can Gaio, 5 16 msnm                              |                             | Can Gaio                 | Modifica les dades a Wikidata |
|        | Can Jordana           | el Masnou | masia                            | | 41° 29′ 00″ N, 2° 18′ 59″ E / 41.48332842071776°N,2.3163932561874394°E ca:Carrer Maria Aurèlia Campmany 1                     |                             |                          | Modifica les dades a Wikidata |
|        | Can Josep Saló        | el Masnou | masia                            | | 41° 29′ 07″ N, 2° 20′ 20″ E / 41.485221°N,2.339004°E ca:Camí del mig 15 10 msnm                                               |                             | Can Josep Saló           | Modifica les dades a Wikidata |
|        | Can Malanit           | el Masnou | masia                            | | 41° 29′ 03″ N, 2° 19′ 51″ E / 41.484217°N,2.330738°E ca:Camí del mig s/n 11 msnm                                              |                             | Can Malanit              | Modifica les dades a Wikidata |
|        | Can Malet             | el Masnou | masia Ús: centre cívic           | Estil: arquitectura neoclàssica Estat: parcialment destruït                                                        | 41° 28′ 47″ N, 2° 19′ 09″ E / 41.47976°N,2.31925°E ca:Passatge Marià Rossell, 11                                              | bé cultural d'interès local | Can Malet (el Masnou)    | Modifica les dades a Wikidata |
|        | Can Mitre             | el Masnou | masia                            | | 41° 29′ 06″ N, 2° 20′ 19″ E / 41.48495°N,2.33864°E ca:Carrer de la Tramuntana 3 10 msnm                                       |                             | Can Mitre                | Modifica les dades a Wikidata |
|        | Can Panxeta           | el Masnou | masia                            | | 41° 29′ 04″ N, 2° 20′ 01″ E / 41.48452°N,2.33351°E ca:Camí del Mig el Masnou                                                  |                             |                          | Modifica les dades a Wikidata |
|        | Can Pelegrí           | el Masnou | masia                            | | 41° 29′ 17″ N, 2° 19′ 55″ E / 41.48807438556303°N,2.3319017887115483°E ca:Carretera de Teià s/n                               |                             |                          | Modifica les dades a Wikidata |
|        | Can Puig              | el Masnou | masia                            | | 41° 29′ 01″ N, 2° 19′ 49″ E / 41.483541°N,2.330207°E ca:Carrer d'Agricultura, 6 7 msnm                                        |                             | Can Puig (el Masnou)     | Modifica les dades a Wikidata |
|        | Can Rosa Triadó       | el Masnou | masia                            | Estil: arquitectura popular 1870                                                                                   | 41° 29′ 06″ N, 2° 19′ 52″ E / 41.485004°N,2.331226°E ca:Camí del Mig, 9 17 msnm                                               |                             | Can Rosa Triadó          | Modifica les dades a Wikidata |
|        | Can Rosell            | el Masnou | masia                            | Arquitecte: Bonaventura Bassegoda i Amigó 1930                                                                     | 41° 29′ 13″ N, 2° 20′ 30″ E / 41.486909°N,2.341697°E ca:Cami del mig 18 11 msnm                                               |                             | Can Rosell (el Masnou)   | Modifica les dades a Wikidata |
|        | Can Targa             | el Masnou | masia                            | Estil: arquitectura popular 16th century                                                                           | 41° 28′ 34″ N, 2° 18′ 23″ E / 41.47609°N,2.30631°E ca:Carrer de Camil Fabra, 21                                               | bé cultural d'interès local | Can Targa (el Masnou)    | Modifica les dades a Wikidata |
|        | Can Teixidor          | el Masnou | masia                            | Estil: gòtic tardà arquitectura popular                                                                            | 41° 28′ 30″ N, 2° 18′ 09″ E / 41.475°N,2.30237°E ca:Camil Fabra, 28                                                           | bé cultural d'interès local | Can Teixidor (el Masnou) | Modifica les dades a Wikidata |
|        | Can Tons              | el Masnou | masia                            | | 41° 29′ 18″ N, 2° 19′ 59″ E / 41.48833558437346°N,2.3329478502273564°E ca:Carretera de Teià s/n                               |                             |                          | Modifica les dades a Wikidata |
|        | Finca Martí           | el Masnou | masia                            | | 41° 29′ 09″ N, 2° 20′ 23″ E / 41.485744°N,2.339627°E ca:Camí del mig 17 12 msnm                                               |                             | Finca Martí              | Modifica les dades a Wikidata |
|        | Mas Antic             | el Masnou | masia                            | | 41° 28′ 28″ N, 2° 18′ 01″ E / 41.47432°N,2.30032°E ca:Carrer Camil Fabra (carretera N-II)                                     | bé cultural d'interès local | Mas Antic (el Masnou)    | Modifica les dades a Wikidata |

## mobiliari urbà
| imatge | Nom                                          | Ubicat a  | instància de   | Detalls      | coordenades | Protecció | Commons (més fotos)                     | Dades a WD                    |
| ------ | -------------------------------------------- | --------- | -------------- | ------------ | --- | --------- | --------------------------------------- | ----------------------------- |
|        | Base de premsa de Can Malet                  | el Masnou | mobiliari urbà |              | 41° 28′ 47″ N, 2° 19′ 09″ E / 41.47964°N,2.31923°E ca:Passatge Marià Rossell (Can Malet), el Masnou                                   |           |                                         | Modifica les dades a Wikidata |
|        | Bases de premsa del carrer Pintor Villà      | el Masnou | mobiliari urbà | 18th century | 41° 28′ 54″ N, 2° 19′ 19″ E / 41.48168875173199°N,2.3218542337417607°E ca:Carrer Pintor Villà s/n, entre carrers Jaume I i Fontanills |           | Bases de premsa del carrer Pintor Villà | Modifica les dades a Wikidata |
|        | Pedra de molí de Can Malet                   | el Masnou | mobiliari urbà |              | 41° 28′ 46″ N, 2° 19′ 10″ E / 41.47958°N,2.31937°E ca:Passatge Marià Rossell, s/n (Can Malet) El Masnou                               |           |                                         | Modifica les dades a Wikidata |
|        | Pedra de molí dels Jardins de Lluís Companys | el Masnou | mobiliari urbà |              | 41° 29′ 07″ N, 2° 18′ 35″ E / 41.48536°N,2.30962°E ca:Jardins de Lluís Companys                                                       |           |                                         | Modifica les dades a Wikidata |
|        | Porteria de cal Marquès                      | el Masnou | mobiliari urbà | 1902         | 41° 28′ 41″ N, 2° 18′ 17″ E / 41.47806°N,2.3048°E ca:Passeig de Joan Carles I, s/n                                                    |           |                                         | Modifica les dades a Wikidata |

## monument
| imatge | Nom                                  | Ubicat a  | instància de | Detalls                                         | coordenades | Protecció                                  | Commons (més fotos)               | Dades a WD                    |
| ------ | ------------------------------------ | --------- | ------------ | ----------------------------------------------- | --- | ------------------------------------------ | --------------------------------- | ----------------------------- |
|        | Homenatge a Rosa Sensat              | el Masnou | monument     | Anomenat per: Rosa Sensat i Vilà                | 41° 28′ 49″ N, 2° 19′ 01″ E / 41.48020176114208°N,2.316929697990418°E ca:Carrer Maria Ferrer Mosset, El Masnou |                                            |                                   | Modifica les dades a Wikidata |
|        | Monument a Lluís Companys            | el Masnou | monument     | 1975 Anomenat per: Lluís Companys i Jover       | 41° 29′ 08″ N, 2° 18′ 35″ E / 41.48546°N,2.30974°E ca:Jardins de Lluís Companys |                                            |                                   | Modifica les dades a Wikidata |
|        | Monument a Lluís Millet              | el Masnou | monument     | 20th century Anomenat per: Lluís Millet i Pagès | 41° 28′ 58″ N, 2° 19′ 11″ E / 41.48285°N,2.31976°E 41° 28′ 58″ N, 2° 19′ 12″ E / 41.482696533203125°N,2.3198909759521484°E ca:Avinguda Cusí i Fortunet, 30 (Jardins de Lluís Millet) ca:Avinguda de Cusí i Fortunet, 30 |                                            |                                   | Modifica les dades a Wikidata |
|        | Monument a Ramon Trias Fargas        | el Masnou | monument     | 1990 Dedicat a: Ramon Trias Fargas              | 41° 28′ 53″ N, 2° 19′ 19″ E / 41.48146369444444°N,2.322047388888889°E ca:Plaça d'Ocata |                                            |                                   | Modifica les dades a Wikidata |
|        | Monument a l'11 de setembre          | el Masnou | monument     | 21st century                                    | 41° 28′ 58″ N, 2° 18′ 42″ E / 41.48273°N,2.31161°E ca:Plaça 11 de setembre |                                            |                                   | Modifica les dades a Wikidata |
|        | Monument a la Sardana                | el Masnou | monument     | 1975 Anomenat per: sardana                      | 41° 28′ 55″ N, 2° 19′ 08″ E / 41.48185°N,2.3189694444444°E ca:Carrer Navarra, 1 28 msnm | bé integrant del patrimoni cultural català | Monument a la Sardana (el Masnou) | Modifica les dades a Wikidata |
|        | Monument al Meridià verd             | el Masnou | monument     | 2006 Anomenat per: meridià verd                 | 41° 28′ 58″ N, 2° 20′ 11″ E / 41.482713549710056°N,2.3363703489303593°E ca:Desembocadura de la riera de Teià, el Masnou                                                                                                 |                                            |                                   | Modifica les dades a Wikidata |
|        | Monument de la plaça de la República | el Masnou | monument     | 2007 Anomenat per: Segona República Espanyola   | 41° 28′ 51″ N, 2° 18′ 37″ E / 41.48086°N,2.31041°E ca:Plaça de la República |                                            |                                   | Modifica les dades a Wikidata |

## nucli de població
| imatge | Nom           | Ubicat a  | instància de      | Detalls                              | coordenades                                              | Protecció | Commons (més fotos) | Dades a WD                    |
| ------ | ------------- | --------- | ----------------- | ------------------------------------ | -------------------------------------------------------- | --------- | ------------------- | ----------------------------- |
|        | Can Teixidor  | el Masnou | nucli de població |                                      | 41° 28′ 29″ N, 2° 17′ 43″ E / 41.47482°N,2.29541°E       |           |                     | Modifica les dades a Wikidata |
|        | Ocata         | el Masnou | nucli de població |                                      | 41° 28′ 52″ N, 2° 19′ 20″ E / 41.48111111°N,2.32222222°E |           | Ocata (el Masnou)   | Modifica les dades a Wikidata |
|        | Santa Madrona | el Masnou | nucli de població | Anomenat per: Madrona de Tessalònica | 41° 29′ 15″ N, 2° 19′ 21″ E / 41.487475°N,2.322438°E     |           |                     | Modifica les dades a Wikidata |

## obra escultòrica
| imatge | Nom                                                   | Ubicat a  | instància de              | Detalls                                                                                  | coordenades                                                                                             | Protecció                   | Commons (més fotos) | Dades a WD                    |
| ------ | ----------------------------------------------------- | --------- | ------------------------- | ---------------------------------------------------------------------------------------- | --- | --------------------------- | ------------------- | ----------------------------- |
|        | La Nimfa                                              | el Masnou | obra escultòrica monument | 2000                                                                                     | 41° 28′ 56″ N, 2° 19′ 55″ E / 41.48225138792237°N,2.331933975219727°E ca:Jardins de la Nimfa del Masnou |                             |                     | Modifica les dades a Wikidata |
|        | conjunt escultòric de Llimona al cementiri del Masnou | el Masnou | obra escultòrica          | Creador: Josep Llimona i Bruguera Bonaventura Bassegoda i Amigó Estil: modernisme català | 41° 29′ 08″ N, 2° 18′ 38″ E / 41.48542°N,2.3106°E ca:Tomba d'en Pere Grau, cementiri del Masnou         | bé cultural d'interès local |                     | Modifica les dades a Wikidata |

## parc
| imatge | Nom                               | Ubicat a  | instància de | Detalls                       | coordenades | Protecció | Commons (més fotos)                | Dades a WD                    |
| ------ | --------------------------------- | --------- | ------------ | ----------------------------- | --- | --------- | ---------------------------------- | ----------------------------- |
|        | Jardins del Mil·lennari al Masnou | el Masnou | parc         |                               | 41° 28′ 55″ N, 2° 19′ 29″ E / 41.48207455993176°N,2.324745655059815°E ca:Carrer Jaume I 138                                               |           | Jardins del Mil·lenari (el Masnou) | Modifica les dades a Wikidata |
|        | Jardins dels Països Catalans      | el Masnou | parc         | Anomenat per: Països Catalans | 41° 28′ 56″ N, 2° 19′ 44″ E / 41.48225942554683°N,2.328833341598511°E                                                                     |           |                                    | Modifica les dades a Wikidata |
|        | Parc de Caramar                   | el Masnou | parc         |                               | 41° 28′ 56″ N, 2° 19′ 13″ E / 41.482351858156605°N,2.3203146457672124°E ca:Av. Cusí i Fortunet, 30                                        |           | Parc Caramar                       | Modifica les dades a Wikidata |
|        | Parc de Vallmora                  | el Masnou | parc         | 2017-02-19                    | 41° 29′ 05″ N, 2° 18′ 55″ E / 41.4847269291259°N,2.3151969909667973°E                                                                     |           | Parc de Vallmora (el Masnou)       | Modifica les dades a Wikidata |
|        | Parc del Llac                     | el Masnou | parc         |                               | 41° 28′ 44″ N, 2° 18′ 14″ E / 41.47876°N,2.30391°E ca:Passeig Joan Carles I                                                               |           | Parc del Llac (el Masnou)          | Modifica les dades a Wikidata |
|        | Parc dels Pinetons                | el Masnou | parc         |                               | 41° 28′ 58″ N, 2° 18′ 45″ E / 41.48265326792468°N,2.312487959861756°E ca:Carrer de Silveri Fàbregas, cantonada Passeig de Cristòfol Colom |           |                                    | Modifica les dades a Wikidata |
|        | jardins de la Nimfa               | el Masnou | parc         | Anomenat per: La Nimfa        | 41° 28′ 56″ N, 2° 19′ 54″ E / 41.48217101162282°N,2.3315531015396123°E ca:Avinguda Maresme                                                |           |                                    | Modifica les dades a Wikidata |

## pati
| imatge | Nom                 | Ubicat a  | instància de | Detalls                                      | coordenades                                                                                | Protecció                   | Commons (més fotos) | Dades a WD                    |
| ------ | ------------------- | --------- | ------------ | -------------------------------------------- | ------------------------------------------------------------------------------------------ | --------------------------- | ------------------- | ----------------------------- |
|        | Jardí Comte d'Avern | el Masnou | pati         | Anomenat per: Pere Guerau Maristany i Oliver | 41° 28′ 39″ N, 2° 18′ 31″ E / 41.47739°N,2.30849°E ca:Carrer Vilassar de Mar, el Masnou    | bé cultural d'interès local | Jardí Comte d'Avern | Modifica les dades a Wikidata |
|        | Pati de Cal Lluís   | el Masnou | pati         |                                              | 41° 28′ 51″ N, 2° 19′ 34″ E / 41.480703°N,2.326039°E ca:Passeig Prat de la Riba, 99 5 msnm | bé cultural d'interès local | Pati de Cal Lluís   | Modifica les dades a Wikidata |

## plaça
| imatge | Nom                               | Ubicat a  | instància de | Detalls    | coordenades | Protecció | Commons (més fotos)   | Dades a WD                    |
| ------ | --------------------------------- | --------- | ------------ | ---------- | --- | --------- | --------------------- | ----------------------------- |
|        | Plaça U d'Octubre                 | el Masnou | plaça        | 2024-07-13 | 41° 28′ 59″ N, 2° 19′ 02″ E / 41.48312346436345°N,2.317181825637818°E ca:Plaça U d'Octubre, el Masnou                              |           |                       | Modifica les dades a Wikidata |
|        | plaça d'Ocata                     | el Masnou | plaça        |            | 41° 28′ 53″ N, 2° 19′ 19″ E / 41.481302°N,2.322047°E ca:Plaça d'Ocata, el Masnou 12 msnm                                           |           | Plaça d'Ocata         | Modifica les dades a Wikidata |
|        | plaça de la Llibertat (el Masnou) | el Masnou | plaça        |            | 41° 28′ 44″ N, 2° 19′ 05″ E / 41.47897°N,2.31819°E ca:Plaça de la Llibertat                                                        |           | Plaça de la Llibertat | Modifica les dades a Wikidata |
|        | plaça de les Dones del Tèxtil     | el Masnou | plaça        |            | 41° 28′ 56″ N, 2° 19′ 04″ E / 41.48232372650672°N,2.317777276039124°E ca:Entre els carrers, Itàlia, Flors i Calçat i Roger de Flor |           |                       | Modifica les dades a Wikidata |

## Misc
| imatge | Nom                                     | Ubicat a  | instància de                                    | Detalls                                                                                      | coordenades | Protecció                                  | Commons (més fotos)                           | Dades a WD                    |
| ------ | --------------------------------------- | --------- | ----------------------------------------------- | -------------------------------------------------------------------------------------------- | --- | ------------------------------------------ | --------------------------------------------- | ----------------------------- |
|        | Ajuntament del Masnou                   | el Masnou | casa consistorial                               | Arquitecte: Miquel Garriga i Roca Estil: arquitectura neoclàssica arquitectura romànica 1845 | 41° 28′ 45″ N, 2° 19′ 09″ E / 41.47916°N,2.31917°E ca:Prat de la Riba 1, El Masnou                                       | bé cultural d'interès local                | Ajuntament del Masnou                         | Modifica les dades a Wikidata |
|        | Carrer Roger de Flor                    | el Masnou | conjunt arquitectònic                           | 20th century                                                                                 | 41° 28′ 48″ N, 2° 19′ 05″ E / 41.48004100335892°N,2.3179382085800175°E ca:Carrer Roger de Flor, el Masnou                |                                            | Carrer Roger de Flor                          | Modifica les dades a Wikidata |
|        | Escola Ocata                            | el Masnou | edifici escolar escola de Catalunya             | Arquitecte: Bonaventura Bassegoda i Amigó Estil: noucentisme 1904                            | 41° 28′ 48″ N, 2° 18′ 58″ E / 41.480030555556°N,2.3161833333333°E ca:pg. Roman Fabra, 3, 08320 El Masnou 30 msnm         | bé cultural d'interès local                | Col·legi Ocata                                | Modifica les dades a Wikidata |
|        | La Calàndria                            | el Masnou | institució cultural                             | 1907                                                                                         | 41° 28′ 48″ N, 2° 19′ 12″ E / 41.47991°N,2.32011°E ca:Carrer del doctor Josep Agell, 7, 08320 El Masnou, Barcelona       |                                            |                                               | Modifica les dades a Wikidata |
|        | Mercat Municipal del Masnou             | el Masnou | mercat                                          | 1995-02-05                                                                                   | 41° 28′ 57″ N, 2° 18′ 58″ E / 41.48246438463401°N,2.3161143064498906°E ca:Carrer d'Itàlia 50 el Masnou                   |                                            |                                               | Modifica les dades a Wikidata |
|        | Mina d'aigua del Masnou                 | el Masnou | mina d'aigua                                    |                                                                                              | 41° 28′ 53″ N, 2° 19′ 19″ E / 41.48141°N,2.32191°E ca:Plaça d'Ocata, el Masnou                                           |                                            | Mina d'aigua del Masnou                       | Modifica les dades a Wikidata |
|        | Mirador de Bellresguard                 | el Masnou | mirador                                         |                                                                                              | 41° 28′ 32″ N, 2° 18′ 17″ E / 41.47553962352931°N,2.3046773672103886°E ca:Al final del Carrer de Josep Pla               |                                            | Mirador de la Casa del Marquès del Masnou     | Modifica les dades a Wikidata |
|        | Panteó Sensat Pagès                     | el Masnou | mausoleu                                        | Arquitecte: Bonaventura Bassegoda i Amigó Estil: arquitectura modernista 1901                | 41° 29′ 07″ N, 2° 18′ 37″ E / 41.485245°N,2.31031°E ca:Panteó 4-5, illa 4ª Cementiri (Av. Joan XXIII, 112-114)           |                                            | Panteó Sensat Pagès (El Masnou)               | Modifica les dades a Wikidata |
|        | Safareig                                | el Masnou | safareig                                        | Estil: arquitectura contemporània 19th century                                               | 41° 28′ 41″ N, 2° 18′ 37″ E / 41.47819°N,2.31025°E ca:Carrer Lluís Millet, s/n                                           |                                            |                                               | Modifica les dades a Wikidata |
|        | Tarongers del carrer de Sant Felip      | el Masnou | espècimen botànic                               |                                                                                              | 41° 28′ 51″ N, 2° 19′ 21″ E / 41.48086°N,2.32251°E ca:Carrer Sant Felip 91-105, el Masnou                                |                                            | Tarongers del carrer de Sant Felip            | Modifica les dades a Wikidata |
|        | Xemeneies de la fàbrica del vidre       | el Masnou | xemeneia de fàbrica                             | Estil: arquitectura contemporània 20th century                                               | 41° 28′ 59″ N, 2° 19′ 38″ E / 41.483083276766976°N,2.327089905738831°E ca:Carrer de la República Argentina 13, El Masnou |                                            |                                               | Modifica les dades a Wikidata |
|        | base de premsa de Cal Ros de les Cabres | el Masnou | premsa de vi                                    | 18th century                                                                                 | 41° 28′ 56″ N, 2° 19′ 29″ E / 41.48224°N,2.32466°E ca:Cal Ros de les Cabres (carrer Jaume I, s/n)                        |                                            |                                               | Modifica les dades a Wikidata |
|        | cementiri del Masnou                    | el Masnou | cementiri                                       | Arquitecte: Bonaventura Bassegoda i Amigó Estil: arquitectura modernista 1907                | 41° 29′ 07″ N, 2° 18′ 37″ E / 41.485318°N,2.310361°E ca:Av. Joan XXIII, 100                                              |                                            | Cementiri del Masnou                          | Modifica les dades a Wikidata |
|        | creu de terme del Masnou                | el Masnou | creu de terme                                   | Estil: arquitectura gòtica 1500                                                              | 41° 29′ 07″ N, 2° 18′ 38″ E / 41.4854°N,2.3106°E ca:Cementiri del Masnou                                                 | bé cultural d'interès nacional             | Creu de terme del Masnou                      | Modifica les dades a Wikidata |
|        | el Masnou                               | el Masnou | entitat singular de població capital municipal  | 24444 hab                                                                                    | 41° 29′ 00″ N, 2° 19′ 06″ E / 41.48335°N,2.31821°E 26 msnm                                                               |                                            |                                               | Modifica les dades a Wikidata |
|        | els Ametllers                           | el Masnou | disseminat                                      |                                                                                              | 41° 29′ 15″ N, 2° 18′ 23″ E / 41.48743°N,2.306289°E                                                                      |                                            |                                               | Modifica les dades a Wikidata |
|        | fàbrica del vidre                       | el Masnou | edifici industrial                              |                                                                                              | 41° 28′ 59″ N, 2° 19′ 36″ E / 41.483101099468705°N,2.326640089186186°E ca:República argentina                            |                                            |                                               | Modifica les dades a Wikidata |
|        | mar Mediterrània                        |           | mar interior mar mediterrani conca hidrogràfica | Superfície: 2500000km² Profunditat: 5267 1541m Volum: 3839000km³                             | 38° N, 17° E / 38°N,17°E 0 msnm                                                                                          |                                            | Mediterranean Sea                             | Modifica les dades a Wikidata |
|        | mirador de la plaça de l'Església       | el Masnou | espai públic mirador                            | Estil: arquitectura popular 1957                                                             | 41° 28′ 45″ N, 2° 18′ 58″ E / 41.479077777778°N,2.3162194444444°E ca:Plaça de l'església 25 msnm                         | bé integrant del patrimoni cultural català | Mirador de la plaça de l'Església (el Masnou) | Modifica les dades a Wikidata |
|        | platja del Masnou                       | el Masnou | platja                                          |                                                                                              | 41° 28′ 31″ N, 2° 18′ 21″ E / 41.47532°N,2.30584°E                                                                       |                                            | Platja del Masnou                             | Modifica les dades a Wikidata |
|        | turó de la Roca de Xeix                 | el Masnou | muntanya                                        |                                                                                              | |                                            |                                               | Modifica les dades a Wikidata |